# Füzéri vár
A füzéri vár középkori vár, amely Füzér település közvetlen közelében emelkedő vulkanikus eredetű hegyen áll.
Első írásos említése 1264-ből származik, bár valószínűleg már a tatárjárás előtt állt. A feltételezések szerint az Aba nemzetség építtette az Árpád-korban, különlegessége, hogy egyike lehet az első magyarországi magánbirtokú kőváraknak. A 13. században II. András megvette a várat, amely a tatárjárásig a királyi birtoktest részét képezte, majd adományozás útján visszakerült az Abákhoz. A rozgonyi csata után Károly Róbert elkobozta, és Drugeth-, majd Perényi-tulajdonba került. Amikor Perényi Gábor 1567-ben fiúutód nélkül meghalt, a vár előbb a Báthori, majd a Nádasdy családhoz került. A Wesselényi-összeesküvés után a várat elkobozták, majd a császári katonaság felégette és hátrahagyta.
Az évszázadokon át omladozó épületegyüttes értékét a romantika idején ismerték fel ismét, és ekkortól kezdve az örökségvédelem látókörébe került. 1977-től régészeti feltárásokat végeztek, 1992-től renoválási munkák kezdődtek, 2014–16 között pedig felépült az úgynevezett alsóvár, megújult a felsővár várkápolnája, palotaszárnya és alsó bástyája is, így ma Magyarország egyik legjobb állapotú középkori vára. A vár felújítása a Nemzeti Várprogram keretében folytatódik, megvalósul a Füzéri Felsővár rekonstrukciójának II. üteme.
A várhegy történelmi emlékeinek és természeti szépségének köszönhetően kedvelt kirándulóhely, amelyen áthalad az Országos Kéktúra útvonala.

## Fekvése
A vár az Észak-magyarországi-középhegység nagytáj, ezen belül a Tokaj–Zempléni-hegyvidék középtáj, illetve a Hegyköz kistáj területén, a Zempléni Tájvédelmi Körzetben található. A 170 méter magasan Füzér fölé magasodó várhegy geológiailag a vulkanikus Eperjes–Tokaji-hegység része, a hegyet a falu részben körülöleli. A közelében, az egykori Heves és Abaúj vármegyék területén több más vár is épült, melyek feltételezett keletkezési ideje és körülményei hasonlóak. Ezek közül jobb-rosszabb állapotban ma is fellelhető Bene, Sirok, Markaz, Szalánc, Gönc, Regéc és Boldogkő vára. A hegytetőről szép kilátás nyílik a Nagy-Milicre, a Háromhutai-hegycsoport erdő borította csúcsaira és a Felső-Hegyköz medencedombságára.

## Története

### Keletkezése az Árpád-korban
A Hegyköz környéke a meredek hegyoldalak és az erdőborítás miatt sokáig csak kis részben volt földművelésbe vonva, korai Árpád-kori történetéről kevés adat áll rendelkezésre. Vidékének első írásos emlékei a 13. századból származnak, ahogy a vár első említése is ekkorról való. Tágabb környezete a középkorban az Abaúj vármegyéhez tartozott. Nem kizárt, hogy a várat az Aba nemzetség egyik tagja építtette (egyes források szerint a Füzéry család őse, Zaránd), de erre csak közvetett bizonyíték ismert, ahogy arra is, hogy a vár a tatárjárást megelőzően már állt. Egy 1264-ben kelt oklevél szerint a vár egykoron a nemzetség Kompolt ágának leszármazottja, bizonyos Vak Andronicus birtokában állt, aki azt II. Andrásnak adta el. Ha elfogadjuk az oklevél hitelességét, akkor ez azt jelenti, hogy András 1235-ben bekövetkezett halála előtt a vár tulajdonosa valóban Aba nemzetségből való lehetett, és hogy a vár 1235-re már mindenképpen állt. Ezt a feltevést erősíti, hogy az egyik gazdasági épület járószintjének 1997-es feltárásakor II. Eberhard salzburgi érsek egy 1200–1246 között vert friesachi dénárja került elő.
A feltételezések szerint Füzér vára a legkorábbi földesúri magánbirtokú kővárak egyike volt. Bár az igen költséges kővárépítést kevés nagybirtokos engedhette meg magának, az Aba nemzetségnek valószínűleg módjában állhatott. A 13. század második felében a várhoz tartozó birtok már szinte egész Hegyközt magába foglalta, tizenegy faluval együtt.
A vár építési helyének kijelölésekor az országos jelentőség helyett inkább a nagybirtokosi önvédelmi szempontokat, azaz a vár védhetőségét, a várhegy meredekségét vették figyelembe. Fontos útvonalak feletti ellenőrzés fenntartására nem volt alkalmas, ugyanis ezek az útvonalak, például a Zemplén vármegye felől Kassára vezető út, távolabb estek tőle. A vár tehát valószínűleg nem stratégiai fontossága miatt került az Abáktól II. András birtokába. A birtokba vétel viszont abból a szempontból megfelelhetett a király céljainak, hogy ezzel a Füzértől délre eső, jövedelmező erdőispánságra is kiterjeszthette hatalmát.

### A tatárjárás után
A vár a tatárjárás évei alatt királyi kézben volt. IV. Béla 1262−1263 körül lányának, Árpád-házi Anna macsói hercegnének adományozta Füzért és a hozzá tartozó uradalmat. Nem sokkal később, 1264-ben Béla király hatalma ellen felkelő fia, István herceg a királyhoz hű Anna számos birtokát, közte a várat is elfoglalta. E konfliktus kapcsán született az az 1264-es pápai intés, amelyben IV. Orbán pápa felszólította Istvánt a vár visszaadására, és amely dokumentumban szerepel a vár első írásos említése. Egy másik, 1270-es oklevélből kiderül, hogy a pápai felszólítás ellenére István nem adta fel a várat. A király megpróbálta ostrommal bevenni, de István várnagya, a Rosd nemzetségbeli Endre fia Mihály visszaverte a támadást.
Az 1270-ben V. Istvánként trónra lépő herceg a várat Mihálynak, a vár korábbi várnagyának és az ő testvérének, Demeternek adományozta, korábbi szolgálataik fejében. Demeternek nem voltak fiúutódai, Mihály fiának (aki szintén Demeter) pedig szintén nem volt örököse, ő maga pedig 1282-ben csatában hunyt el, így Mihály birtokai 1285-ben örökös nélkül maradtak.

### Az Abák tartományúri birtoka

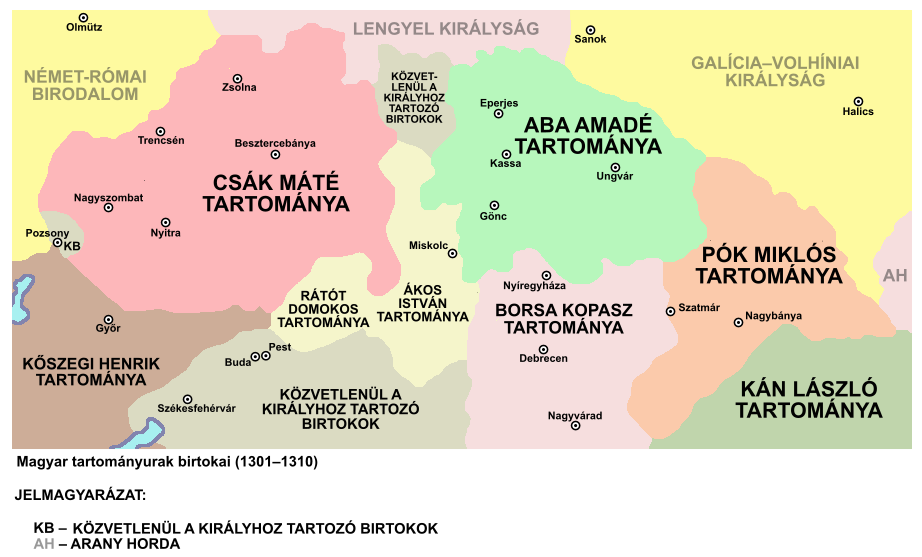
Amádé tartománybirtoka az 1300-as évek elején (az ábrán zölddel)

1285 után a vár minden bizonnyal Aba Amadé birtokába került, akit IV. László király nádorrá, illetve több megye, köztük Abaúj ispánjává tett. Mivel a tulajdonlásra vonatkozólag az Abák tartományúri birtoka korából nem áll rendelkezésre egyértelmű adat, így nem tudjuk, hogy a vár Amádé kezébe ostrom árán, vagy a fennhatóság egyszerű kinyilatkoztatásával került-e. A növekvő befolyású Amádé hatalmi törekvései miatt ugyan összetűzésbe került a királlyal, de később viszonyukat rendezték. László utóda, III. András újból nádori címet adományozott neki. 1300 körül már Abaúj, Zemplén, Szabolcs, Ung és Bereg vármegye is befolyási területéhez tartozott, melynek székhelyét Göncre helyezte.
Amádé halála után utódai ugyan színleg lemondtak a tartománybirtoki előjogaikról, de később mégis több királyi vár ostroma után Kassa elfoglalására indultak. Így került sor 1312-ben a rozgonyi csatára, amely Károly Róbert és támogatói győzelmét és az Abák tartományúri befolyásának végét hozta. Károly Róbert elkobozta Füzér várát, és Drugeth Fülöpöt, az újvári ispánt nevezte ki várnaggyá.

### A vár az Anjou-korban
Károly Róbert és Nagy Lajos a feudális várak rendszerét a hatalom fenntartásának eszközeként alkalmazta. A várnagyi tisztre a király a bizalmasait nevezte ki, akik a vár és a falvak ügyeit a király nevében intézték. A korra jellemző volt, hogy a várnagyok a megye ispánjai is voltak, akik a területen a királyi jogokat gyakorolták, bíráskodtak, továbbá feleltek a birtok védelméért és gyarapodásáért. Azonban Károly Róbert, tanulva elődei hibájából, ügyelt rá, hogy a tartományurak ne szerezzenek túlzott befolyást. Ez alól némiképp kivételt képezett az Abák birtokait nagy részben átvevő Drugeth Fülöp, akit a király fontos szövetségesnek tartott. A tartomány várainak egy része Fülöp magánbirtoka lett, más részét a király nevében igazgatta, mely utóbbiak közé tartozott Füzér vára is.
A vár karbantartásával és gazdasági igazgatásával kapcsolatos tényleges feladatokat e korban jellemzően kinevezett helyettessel végeztették, aki 1320–1330 között Lampert fia Mihály, más néven Füzéri Mihály volt. A következő évtizedek nem minden várnagya ismert, de tudjuk, hogy 1350 körül Szendi Tamás töltötte be a tisztet. Valószínű, hogy ebben a korban több ízben került sor a vár bővítésére. Vélhetően állt a várudvaron a palota mellett egy épület, amelynek anyagát annak bontása után a később épült várkápolna falazatában alkalmazták. Elképzelhető, hogy ebben a korban keletkezett a kétemeletes kaputorony is. Az új kapu elkészültekor a korábbi, feleslegessé váló szűk kapunyílást befalazták.
A trónra lépő Luxemburgi Zsigmond király, hogy támogatóit kifizethesse, 1387-ben – az akkori királyi várak több mint felével együtt – elzálogosította a várat, amely így a Rátót nemzetségbeli Ilosvai Lesták kezére került. Később a király visszaváltotta a birtokot, és 1389-ben Perényi Péter országbíró fiainak (Miklós, János) adományozta.

### A Perényiek birtokán

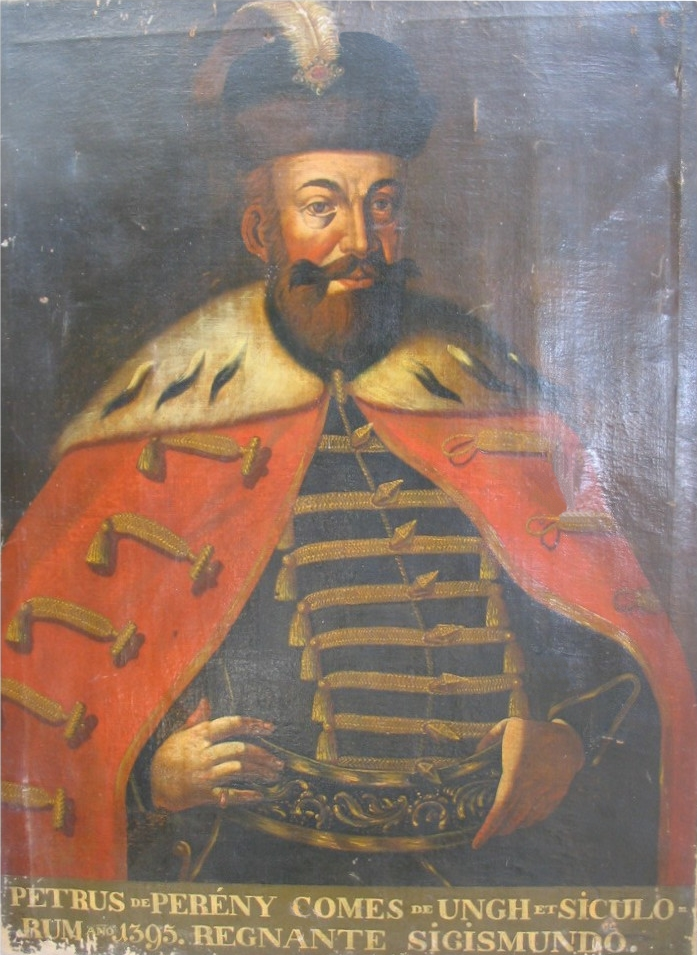
Perényi Péter

A Perényiek felemelése illeszkedett Zsigmond azon politikájához, hogy az Anjou-kor főurait hozzá hű új nemességgel váltsa fel. A család ősei egykor az Abák illetve a Drugethek hűbéresei voltak, s később a király köreibe kerültek. Perényi Péter előbb Regéc várnagya, majd diósgyőri várnagy és megyeispán lett. 1387-ben adományozta a király a családnak az ő későbbi székhelyüket, a zempléni Terebest is. Füzért hamarosan fiai, Miklós és János kapta meg. Őket Perényi Imre kancellár, a király őszinte híve követte, aki szolgálatai révén a családi birtokot Borsod vármegyei területekkel gazdagította.
A család elsősorban Terebest tekintette székhelyének, így Füzér vára, főként földrajzi fekvése miatt, némiképp perifériára szorult. A vár, amely a 13–14. században még korszerű volt, a 15. századra szűkössége és nehéz megközelíthetősége miatt már kevésbé számított alkalmas főúri székhelynek. Mindemellett azt feltételezik, hogy a 15. század második felében a vár hosszabb-rövidebb ideig lakott volt. Valószínű, hogy ekkorról maradt ránk az épületegyüttes egy igen értékes része, a várkápolna.
A vár élén az 1420-as években Perényi Pataki Miklós várnagy állt, 1429-es halálával a vár Perényi Imre fiaira, Jánosra és Istvánra szállt. János a király kegyeltje volt, tanácsosi rangig jutott, majd Zsigmond utóda, Albert király is kitüntette. Viszonyuk azonban megromlott, amikor cseh kézre került számos felvidéki várral együtt a Perényiekhez tartozó Sáros vára is. Ekkor János a király ellen fordult, de Pálóczi Simon elfogta őt, amit elhúzódó harcok követtek. A Perényiek és a Pálócziak közti magánháborúk idején Füzér is ostrom alá került, minek következtében az 1440-es években rövid ideig a Pálócziak kezén volt. A háborúskodásnak egy 1446-os kiegyezés vetett véget, s a vár visszakerült a Perényi család birtokába.
Perényi János fia, István 1459-ben utat talált magának a Hunyadi Mátyást pártoló főurak körébe, ahol később az új király oldalán harcolhatott a továbbra is huszita kézen lévő egykori Perényi-várak visszahódításáért. 1465-ben testvéreivel együtt adományként kapta Füzér várát is. A Mátyás elleni, Vitéz János-féle 1471-es felkelésben Perényi István és testvére, Miklós is részt vett. Bár a felkelés kudarcba fulladt, és csakhamar visszakozás és békekötés lett a vége, a király 
kegyelmének köszönhetően birtokaik, Füzérrel együtt megmaradhattak.

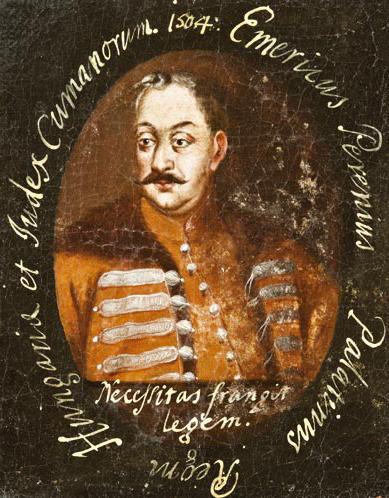
Perényi Imre nádor

Az 1470-es évek vége felé a Perényiek magánhatalmuk növelésébe kezdtek, amit a király hamarosan megelégelt, és hadsereggel vonult ellenük. Az 1483 őszére kibontakozó fegyveres összetűzés során Mátyás megostromolt több Perényiekhez tartozó erősséget, elsősorban Terebes várát. Amikor a védelem a roppant királyi haderő alatt megtört és a Perényiek székhelye elesett, a védők több más Perényi-várat is feladtak, feltételezhetően köztük Füzér várát is. Miklós nem sokkal korábban meghalt, István pedig elvesztette birtokait, de Mátyás később végül mégis visszabocsátotta a várat István fia, Perényi Imre rendelkezésére.
A magas hegyen épült várak szerepe a 15. század végén és a 16. század elején fokozatosan átalakult. Lakóhelyül egyre kevésbé használták, a főúri igényeknek a jól megközelíthető, kényelmes, tágas kastélyok feleltek meg igazán. A hegytetőn álló várak azonban kiváló értékmegőrzők, börtönök, katonai létesítmények maradtak. A korszakban ez volt Füzér várának szerepe is. Viszont a 16. század hadászati fejlődése, elsősorban a lőfegyverek tekintetében, a korábban igen jól védhető várat ismét támadhatóvá tette.

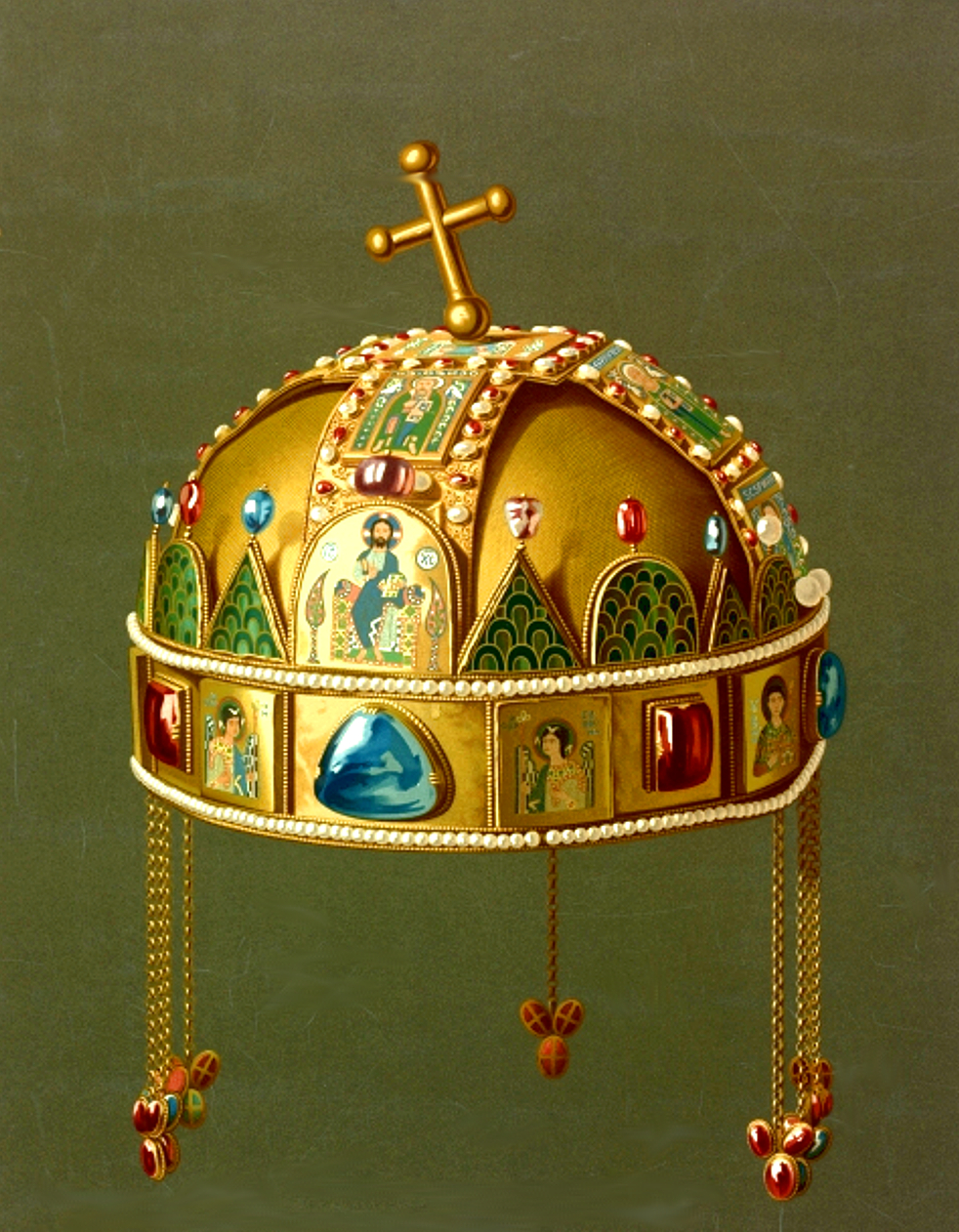
A mohácsi vész után a koronát Füzér várába menekítették

A Perényiek Füzér várára mint utolsó menedékre tekinthettek, ezért több ütemben erődítési munkálatokat végeztek rajta. Ekkor épült a kaputorony elé egy ötszögű bástya, amely ennek védelmét volt hivatott erősíteni. Építése idején ez az olaszbástya igen korszerűnek számított. A várfal megerősítése és a nyugati sziklapad nagyméretű bástyájának felépítése egyrészt a katonai erő, másrészt a főúri tekintély növelésének eszköze volt. A gyenge pontnak számító keleti várfalat a terepviszonyok miatt nem lehetett bástyákkal erősíteni, ezért ezt egy körülbelül egy méter vastag külső köpenyezéssel látták el. Ennek szerkezete korszerű tervek szerint készült, nem a várfal ívét követte, hanem két, egymással tompa szöget bezáró egyenes szakaszra oszlott. Ezen kívül az ágyútűz ellen a fal udvari oldalán földfeltöltést alkalmaztak. Az 1530 és 1567 közötti mestermunkák nagy része az olasz kőműves, Alessandro Vedani tervei alapján valósult meg, illetve 1563-ban Jakab kassai mester is közreműködött. Imre a hazánkban ekkortájt növekvő népszerűségű reneszánsz művészet mecénása is volt, így feltételezhetően ebből az időből való a füzéri vár némely reneszánsz díszítőeleme.
Imre nádor fiai, Péter és Ferenc részt vettek a mohácsi csatában, ahonnan viszont csak Péter tért haza élve. Ő, mint a király koronaőre 1526-ban, Szapolyai János koronázása után, ahelyett, hogy szokott helyére, a visegrádi várba vitte volna a Szent Koronát, Füzérre szállíttatta, és legalább egy évig a palotában, vagy a kápolnában rejtegette. Ennek körülményei nem ismertek, az viszont biztosan tudható, hogy a korona Ferdinánd koronázása után ismét visszakerült Visegrádra.
Az 1530-as években Perényi Péter a reformáció híve és terjesztője lett. Feltételezik, hogy ezen időszakban lettek eltávolítva a várkápolna korábbi szobrai, bár erről nem áll rendelkezésre biztos adat. Péter fia, Gábor is lelkesen vett részt a reformáció mozgalmaiban. A biztonságot szavatoló Füzér vára ez időszakban Luther követői és a terjedő kálvinista irányzat hívei közötti hitviták helyszínévé vált, Gábor elnökletével például itt zajlott egy nevezetes hitvita az ágostai és a Béza-féle hitvallás vitás kérdéseiről.
A következő időszakban a vár tulajdonviszonyait alapvetően megszabták a Perényi család politikai ambíciói. Korábban Gábor, magas tisztekért cserébe (tárnokmester, országbíró, titkos tanácsos) abban állapodott meg a királlyal, hogy ha nincs fiúutóda, birtoka a királyra száll. Ez 1567-ben be is következett, mellyel véget ért a Perényiek kétszáz éves, hat generációt átívelő korszaka a vár történetében.

### A Báthori, majd a Nádasdi család kezén
A 16–17. században a vár és környéke nem tartozott a török hódoltság területeihez, és végvári szerepe sem lett. Nincs adat ebből az időből ostromról, csupán gazdasági szerepéről: a várban zsellérek, szakács, sörfőző, kertész, fegyverkovács és sok más mester dolgozott, hozzá több falu tartozott ebben az időben is.
1567-ben, Perényi Gábor halála után hosszú peres időszak következett. Több család is bejelentette igényét a roppant birtokra, és vitatták a királlyal kötött szerződés érvényességét. A helyzet az 1590-es évekre rendeződött, amikor a Báthoryak igen jelentős összegért (55 ezer forintért) adománylevéllel szerezték meg a birtokot. A vár több faluval együtt már korábban, 1569-ben Báthori Miklós országbíró és testvére, György kezére jutott.
A 16. század végén a földesúri gazdálkodás szerkezetének átalakulása (az árutermelés, a pénzforgalom megugrása, a majorsági birtokrendszerre való fokozatos áttérés) szükségessé tette a nehezen megközelíthető vár alatt egy udvarház és majorsági épületegyüttes felépítését. A füzéri udvarház valószínűleg fából készült, és szerényebb épület volt, így tárgyi emléke nem maradt ránk.
A Báthoriak kora Füzéren hamarosan lejárt, amikor az ecsedi Báthori Györgynek e birtokot élő fiú utód híján leányára, Nádasdi Ferencné Báthori Erzsébetre kellett hagynia, (György fia, István ugyanis 1605-ben meghalt).
Amikor Erzsébet 1614-es halálakor gyerekei megosztoztak a birtokon, Füzér vára és falvai Nádasdi Pálhoz jutottak, kinek várbeli udvarbírója Telekesi Török András lett. Később fia, Nádasdy Ferenc vette át a birtokot.
Mivel a Nádasdiak kiterjedt, jól jövedelmező, az ország nyugati felén található uradalmaihoz képest Füzér távolinak bizonyult, így a jövedelmek biztosítására a falvak zálogba adása, a jobbágyok felszabadítása látszott a legalkalmasabbnak. Ez ugyan rövidtávon nagy bevételeket, hosszútávon azonban jövedelemkiesést jelentett a család számára. Igen valószínű, hogy a Nádasdiak nem nagyon látogatták Füzért és környékét, az uradalmat zálogba vevők is legfeljebb a vár alatti udvarházban lakhattak. A vár tehát e korban nem volt lakott, kisebb karbantartó javításoktól eltekintve jelentősebb átalakítások sem zajlottak.

### A vár pusztulása
Nádasdy Ferenc 1654-ben szerződést köt Mosdóssy Imrével és nejével, hogy ha nevezettek a Dévényi István által a füzéri birtokra adott 6000 arany forinthoz még újabb 6000 forintot adnak, átengedik nékik a birtokot és a várat. Amikor 1659 márciusában Mosdóssyné Réthey Zsófia nagy bevallását tette az egri káptalannál, többek között úgy rendelkezett, hogy Nádasdy Ferenc halála után Füzér vára minden benne lévővel együtt, „lábas jószágaival, arany-ezüst marháival,téli, nyári köntösökkel,kardokkal és lóra-való szerszámokkal egyetemben” Jékey Ferencre szálljon. A következő évben azután Jékey Bulyi Ferenc és Nádasdy Ferenc között barátságos megegyezés jött létre a Jékeyre átruházott füzéri vár és Radvány tárgyában. Nádasdy a Mosdóssy és Jékey-féle megállapodás mellett újabb és újabb zálogokat vett fel reá, így Semsey Györgytől és Hartyányi Andrástól.
A többszöri zálogba adás azt is eredményezte, hogy a várhoz a korábbi nagy és egységes birtoktest helyett 1665-re már csak néhány falu tartozott. Ezek 1668-ban Bónis Ferenc birtokába jutottak, évi 3500 forint haszonbér fejében. Váratlan fordulatot hozott a Zrinyi-Frangepán-Wesselényi-féle nemzeti mozgalom leleplezése. Nádasdy Ferenc gróf, aki ebben az időben királyi helytartó volt, szintén részt vett a felkelés tervezésében, és emiatt letartóztatták, majd 1671. április 30-ám vértanú-halált szenvedett, Bónis börtönbe került. Nádasdy halálával életbe lépett a Mosdóssy-Réthey-féle egyezség és Jékey Ferenc Füzér birtokába jutott. Azonban nem sokáig maradhatott a vár Jékey  Ferenc kezén, mert Nádasdy összes javait a Wesselényi-összeesküvésben való részvétele miatt a kincstár lefoglalta. A község plébánosa ez időben Csepellény György pálos szerzetes volt, aki a várkápolnában is szolgált.
A megtorlás után német őrséget helyeztek a várba, de az erődítmény állapotának fenntartásával nem vesződtek. Később az őrség is hátrahagyta az épületet, melyet a környékbeli falvak lakói kifosztottak. Mivel a vár hadászati jelentőségét elvesztette, de félő volt, hogy a kibontakozó függetlenségi mozgalmaknak mégis bázisául szolgálhat, 1676-ban a császári katonaság több más várral együtt lakhatatlanná tette és elhagyta. Ezután a környék lakossága kőbányának használta a romokat.
A várat a közhiedelemmel ellentétben valószínűleg nem robbantották fel. Ennek költségei ugyanis hatalmasak lettek volna, továbbá ha így lett volna, akkor jóval kevesebb maradt volna ránk az egykori épületekből. Valószínűbb, hogy csak a későbbi, hadászati szempontból fontos bővítményeket, például az ágyúbástyákat rombolták le, továbbá felgyújtották a tető faszerkezetét, így lakhatatlanná téve az épületeket.
Később, Thököly fejedelemsége alatt Nádasdy István vette birtokba az épületegyüttest, de ekkor már csak a majorság volt lakható. 1686-ban Károlyi László kapta meg a királytól a birtokot, amely utána hosszú időn át romosan állt, kitéve a természet erőinek és a környékbeli építkezők munkás kezeinek.

### Romantikus nosztalgia és örökségvédelem

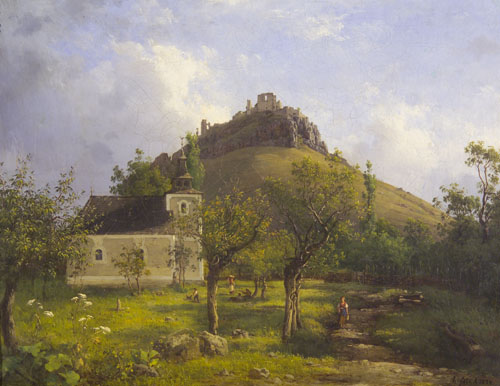
Ligeti Antal olajfestményén a füzéri várrom (1854)

A reformkor idején Füzér várát a többi hazai várromhoz hasonlóan a nemzeti múlt fontos emlékének kezdték tekinteni. Számtalan romantikus rege terjedt el a romokkal kapcsolatban, illetve több művészeti alkotás témájául is szolgáltak. A 19. századból származnak a vár első képi ábrázolásai, melyek közül kiemelkedő Ligeti Antal magyar és Thomas Ender osztrák festő munkája. Ligeti romantikus stílusa ellenére valósághű és hiteles festményein és metszetein felismerhetők voltak olyan épületrészletek, amelyek a 20. században már nem álltak, így a képek a régészeti feltárás forrásául is szolgáltak. A leromlás folyamatos volt: Greguss János grafikus Vasárnapi Újságban 1868-ban megjelent metszetén már nagyjából a 2000-es évek elejének megfelelő képét mutatta a várrom.
A tudományos dokumentálás első példái közül kiemelendő Komáromi András 1886-os kiadványa, amelyben a vár egy 1665-ös inventáriumának (várleltárának) szövegét közölte, továbbá fontos források Myskovszky Viktor 1890-es grafikái. A romok iránti megbecsülés és a műemlékvédelem kezdeteinek következménye, hogy a vár anyagát egyre kevésbé hordták el a környékbeli falvakba építési céllal. 1910-ben Wittich Béla erdészeti segédtiszt levélben kérlelte a Műemlékek Országos Bizottságát a vár állagának megóvására. A bizottság hajlott a kérésre, és Lux Kálmán építészt küldte a helyszínre, hogy rajzokat és fényképeket készítsen. 1911-ben Pettkó Béla közölte az 1620-as várleltár szövegét. 1928-ban a Károlyi család felkérésére Láczay-Fritz Oszkár készített felméréseket és vázlatokat a helyszínen, akinek munkája nyomán hamarosan részben rekonstruálták a várkápolnát. 1935-ben Lux Kálmán fia, Lux Géza készített terveket a kápolna és a kaputorony helyreállításához. Fontos forrást jelentenek még Gerő László Füzér várával kapcsolatos könyvei.

### Régészeti kutatás és helyreállítás

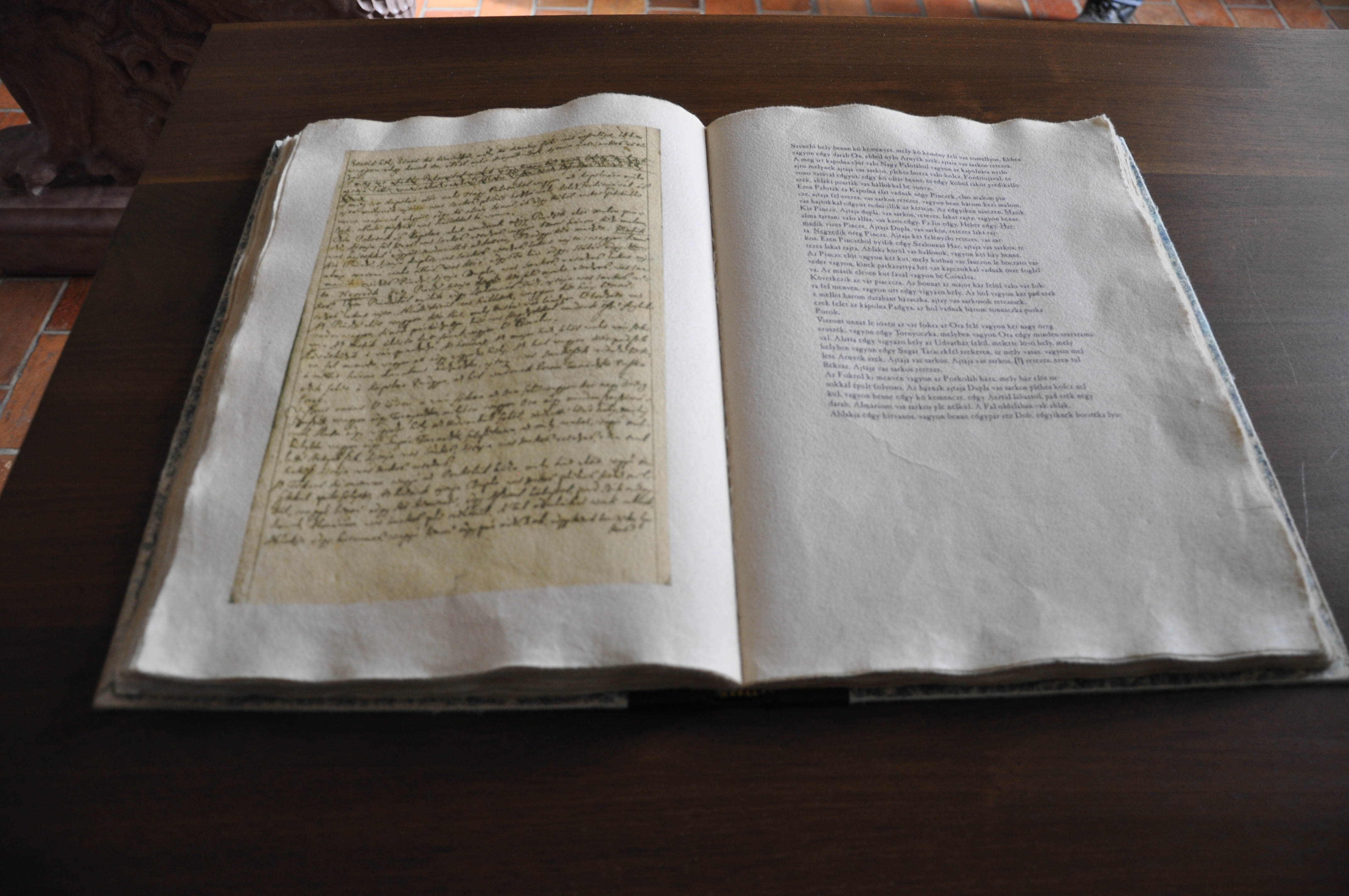
A Füzéri vár egyik 17. századi várleltárának reprodukciója

1977-től kezdődően Feld István és Juan Cabello kezdte meg a vár szakszerű régészeti feltárását, de az épületegyüttes helyreállítása és az ezt támogató helyszíni kutatás ekkor félbemaradt.
A rekonstrukció kérdése 1992-től kezdve ismét napirendre került, amelyben fontos része volt a Füzérért Egyesület és egyéb szakmai szervezetek munkájának. Simon Zoltán régész vezetésével jelentős feltárási és helyreállítási munkákat végeztek a várhegyen, részben középiskolai alkotótáborok keretében, a kispesti Deák Ferenc Gimnázium, az Eötvös József Gimnázium és a Könyves Kálmán Gimnázium diákjainak közreműködésével. A munka során nagy mennyiségű omladékot és feltöltést távolítottak el, illetve felvázolták a várudvaron állt épületek legvalószínűbb elhelyezkedését. A régészeti anyag részletes közlése először a kályhacsempe-leletek tekintetében történt meg Gyuricza Anna monográfiájában. Simon a helyszíni kutatási eredményeit 1999-től régészeti kiadványokban, továbbá 2000 és 2005 között Füzér, Vár kutatási dokumentáció címmel adta közre. 2006-ban A Füzéri Vár 17. sz. állapota az inventáriumok tükrében című munkájában a korabeli várleltárak és a leletanyag összevetését végezte el, melyet rajzi mellékletekkel látott el. Később Szekér Györggyel a várkápolnáról, és annak építészeti részleteiről publikáltak. Simon munkáját 2009-től a miskolci Herman Ottó Múzeum Régészeti Osztályának munkatársa, Gál Viktor régész folytatta. Vezetésével folytatódott a kutak, az alsóvár és egyéb területek feltárása.
A részletes régészeti anyagra alapozva Oltai Péter készítette el a rekonstrukció engedélyeztetési terveit, előbb a felsővárra 2004–2006 között, majd 2009-ben a kapubástyára, illetve az alsóvár felvonóhidas kőkeretének rekonstrukciójára. Tervei alapján a várkápolna, a keleti kaputorony, a sütőház és a konyha részleges rekonstrukcióját elvégezték. A palotaszárny nyíláskeretezésének restaurálásához 2005-ben adott szakvéleményt Kovács István kőrestaurátor, 2006-ban a palota kőrestaurátori tervét Osgyányi Vilmos készítette, 2007-ben Lukács Zsófia belsőépítészeti terveket mutatott be. A vár egyes részeinek elméleti rekonstrukcióját 2011-ben Kelemen Bálint és Mehrl Nándor építészmérnökök végezték Oltai Péter, Simon Zoltán és Szekér György közreműködésével, mely munka alapján a vár Árpád-kori, illetve 1676-os állapotáról, továbbá a várkápolnáról animált kisfilm készült.
Oltai Péter építész munkájára alapozva 2012-ben Skardelli György és Kelemen Bálint, a Közti Zrt. építészei készítették az alsóvár engedélyezési és kiviteli terveit, a Hadas építészeti stúdió a felsővár felmérési és tanulmányterveit, majd engedélyeztetési terveit. Az egész épületegyüttes engedélyezett tervei 2015-re álltak készen.
2013-ban elindult az alsóvár, 2014-ben pedig a felsővár rekonstrukciójának kivitelezése. 2014–2016-ban 2 milliárd forint európai uniós támogatással rekonstrukciós munkálatokat végeztek, melynek során részben helyreállították a felsővárat, valamint megújult a palotaszárny, a várkápolna és az alsó bástya.
A korhű építészeti megoldásokkal történő helyreállítás során a belső berendezést a fennmaradt leírások alapján pótolták. Az épületegyüttes egyes helységeiben a vár egykori védőinek, lakóinak, tulajdonosainak mindennapjait mutatják be interaktív kiállításokon. A felújított Füzéri vár 2016. március 27-én nyitotta meg a kapuit.

A helyreállítás az elismerések mellett építészeti vitákat, élesen negatív értékeléseket is kiváltott. Az ICOMOS Magyar Nemzeti Bizottság Egyesület műemlékvédelmi „Citrom-díjat” szavazott meg a felújításnak. Értékelésük szerint

„A történeti jelmezbe bújtatott, illúziót keltő önmegvalósítás építési nyersanyaggá degradálta a fizikai valóságában fennmaradt egykori vár-együttes maradványait, azaz a törvényben rögzített kötelezettség szerint megőrzendő műemléket. Nem kétséges, hogy elsősorban vélt analógiák alapján, az egyébként régészetileg még teljesen fel sem tárt helyszínen nem műemlék-helyreállítás történt, hanem egy új, 21. századi, historizáló vár felépítése. Mindez ott, ahol az eredeti vár áll(ott), ez azt jelenti, hogy eltűnt egy pótolhatatlan műemlékünk. Az új várpótlék eltüntette az egykorit. Az ablakok új keletű mérművei a Miskolc-avasi templom alapján készültek, az oltár a kisszebeni szárnyas oltár átalakított, rontott szerkesztésű, azaz hiteltelen másolata. Az új falfestés van, ahol Árva várának azt a díszítését másolja ide „középkoriként", amelyet a 19. század második felében festett Maximillian Mann, müncheni festő. Így aztán az ő Árva-várai dekorációjának a visszaidézni szándékozott magyar középkorba másolását az utánérzés utánérzésének minősíthetjük. Füzér így a historizmus idején kiépített Kreuzenstein várához lett hasonlatos, ahol a részletek különböző, eredeti történeti épületekből származnak. Füzér esetében viszont az átvett részletek sem nem eredetiek, sem nem hiteles másolatok.”

### A vár felújítása a Nemzeti Kastélyprogram és Nemzeti Várprogram keretében
Az 1977/2015. (XII. 23.), majd az annak helyébe lépő 1773/2016. (XII. 15.) számú kormányhatározat alapján Füzér Község Önkormányzata és a Füzéri Várgondnokság, valamint a NÖF NKft. konzorciumban valósítja meg a „FÜZÉR REG-ÉLŐ VÁR” című projektet, amelynek támogatás összege 1 500 000 000 Ft.
A projekt tartalmának rövid bemutatása:
A projekt célja az, hogy az eddigi fejlesztésekre épülő, de azoktól egyértelműen lehatároltan megvalósuló új attrakcióelemek és szolgáltatások eredményeképpen a látogató korabeli környezetben szerezhessen élményeket. Interaktív, korhű, egyedi eszközök, élményelemek és termékek létrehozásával, az állandó és időszakos programok, a jelképes események megvalósításával a Nemzeti Várprogram központi célja, hogy a vár 17. századi hangulatát valóban „életre keltse”. Ezáltal unikális, a versenytársaktól jól megkülönböztethető és a Felső-Magyarországi Várak Egyesületének hálózatba jól illeszkedő, „REG-ÉLŐ” vár turisztikai profil alakul ki. A Nemzeti Várprogramban egyediségét a vár „élővé tétele” alapozza meg.
- A projekt keretében kibővül a várparkoló, és megújul a várforrás környezete, újjáépül és interaktív módon működőképessé válik a Deák ház, a konyha, a sütőház, az ecetes ház, a Rimay ház, a Pápai ház.
- A feltárások és kutatások eredményeként újjáépül a lőréses bástyafal, a darabont őrházak, a várudvar a várszínpaddal, amely új programhelyszínként is szolgál.
- A vizes pincében' létrejön egy 3D-s vártörténelmi filmet bemutató vetítőterem és a vár teljes kiállítási programja élményelemekkel megvalósul az ezeket kiszolgáló infrastruktúrával együtt.
- Az Alsó-várban kávézó, illetve egy régészeti kiállítás kerül kialakításra.
- Kiépül a megújuló energiaellátás.[43]

## Részei

### Alsóvár

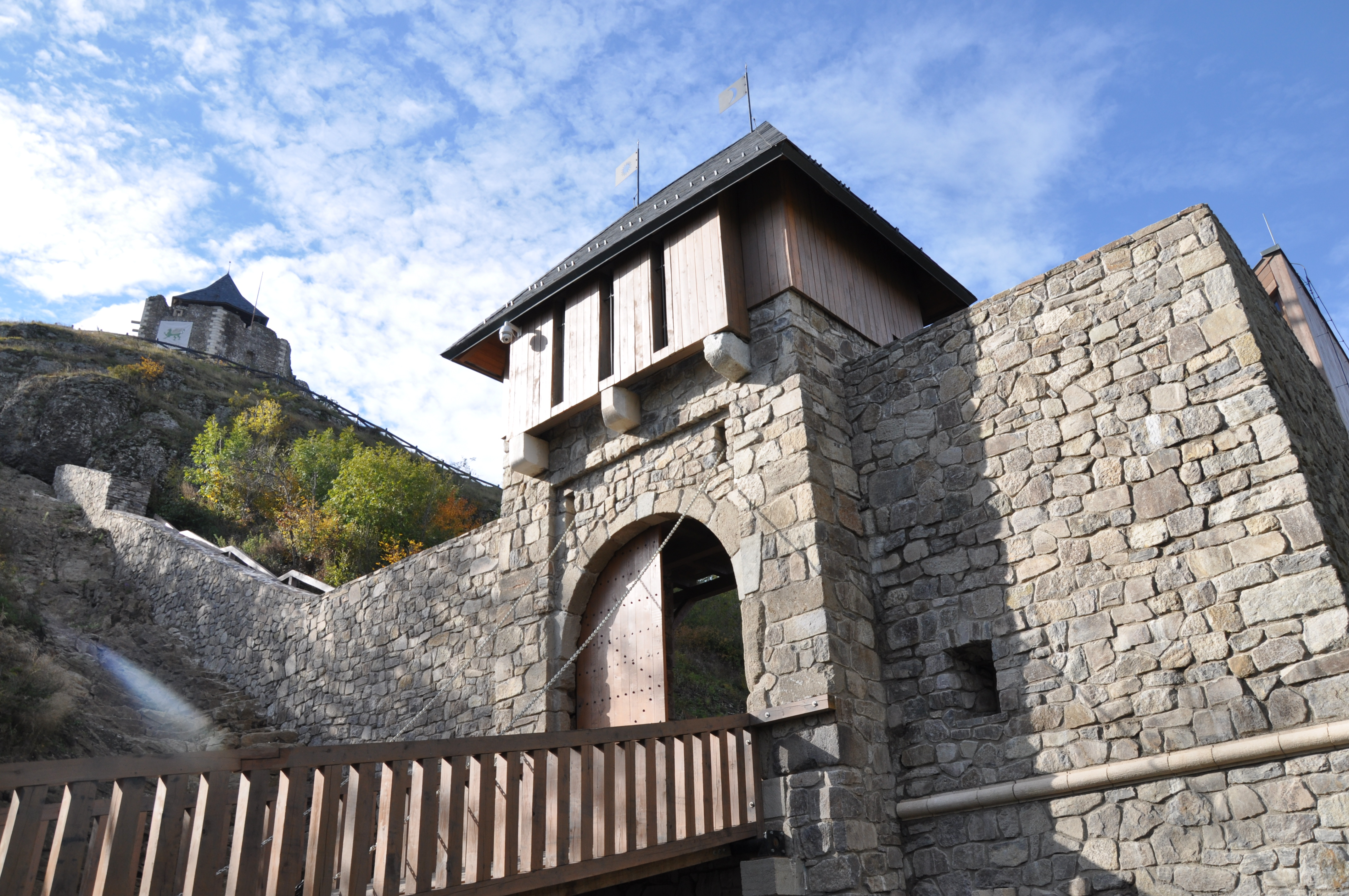
Az alsóvár kaputornya

A várhegy vulkanikus eredetű, meredek falú tömbje önmagában is jól védhetővé tette a hegyre épült erősséget. A csúcs három oldalról nehezen közelíthető meg, keleti lejtője azonban egy, a Nagy-Milictől húzódó nyereg felől kissé lankásabb, innen sziklába vágott szerpentinen lehet a várba jutni. Kocsiút soha nem vezetett a várba.

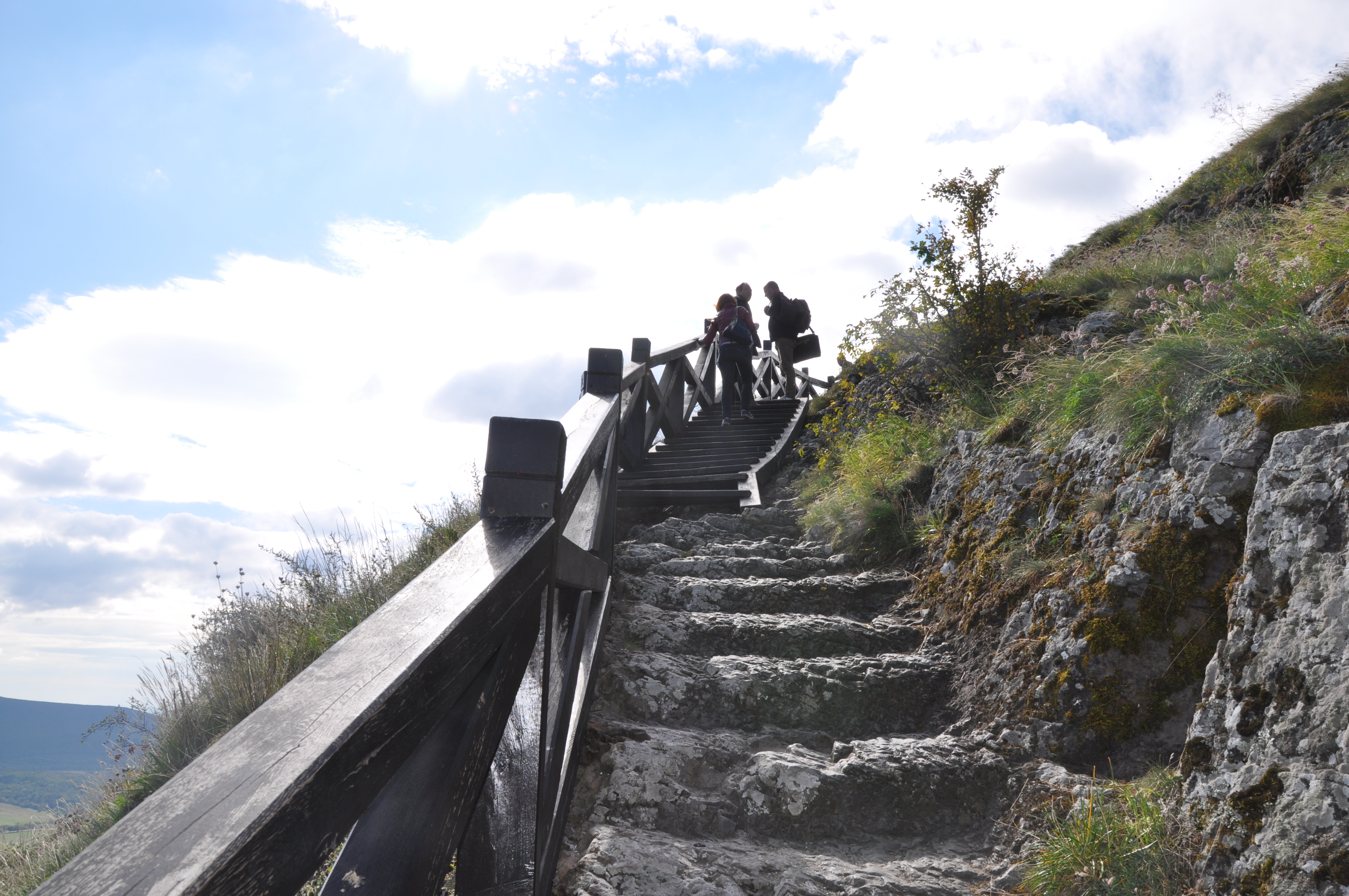
A várba vezető sziklalépcső

A várhegy oldalában emelt falak, védművek és épületek összessége, azaz az alsóvár, vagy korábbi nevén a párkány, illetve egyes inventáriumokbeli említés szerint a palánk a korábbi feltételezésekkel ellentétben nagyobb kiterjedésű lehetett, és közelebb volt a felsővárhoz, mint gondolták. Az Árpád-korban az alsóvárat csak faszerkezetű sánc és árok vette körül, melyek nyomait a régészek is fellelték. A területen egy vertfalú vályog darabontház, egy pince és két istálló állt. A kapu közelében kemence maradványaira bukkantak, amely az őröket szolgálhatta.
Az 1530-as években épült az alsóvár kőfala. Az alsóvár kapuja a fal délkeleti oldalán nyílt, előtte széles szárazárok állt. Kőépületek is álltak az alsóvár területén, melyek a feltételezések szerint a kőfallal együtt épülhettek. Az alsóvár megerősítése Perényi Péter és a Szapolyaiak ellenségeskedése idején, a kapubástya felépítésével egy időben történhetett.
Az alsóvárból a várig lépcső vezet. Ez a sziklába vájt lépcsősor az 1600-as években faburkolatú lépcsőfokokból állt.

### Felsővár

#### Várfal
A hegytető nagyjából 40×70 méteres területét a vár teljesen elfoglalja. Kerületén a terepet követő, 1,5 méter vastagságú, az udvar járószintjétől mérve jellemzően 5–6 méter magasságú várfal áll, melynek fő tömegét helyszínen kitermelt andezitből, a szerkezetileg fontos részeket nagyrészt füzérkomlósi riolittufából alakították ki. A falak belső oldalán gyilokjárót alakítottak ki fából. Az eredeti, 13. századi falszövet kívülről alig látható: sok helyen fedték későbbi korokból származó köpenyezések, támpillérek, támfalak.
A vár bejárata az építés idején egy kis nyílás volt a falon, amely csak gyalogos közlekedést tett lehetővé. Ezt a nyílást a külső szinthez képest magasan alakították ki, ami arra utal, hogy kívülről faszerkezeten át lehetett megközelíteni. Az ilyen kis várkapu az Árpád-kori várak jellemzője, elsősorban a védhetőség volt kialakításának oka.

#### Kapubástya

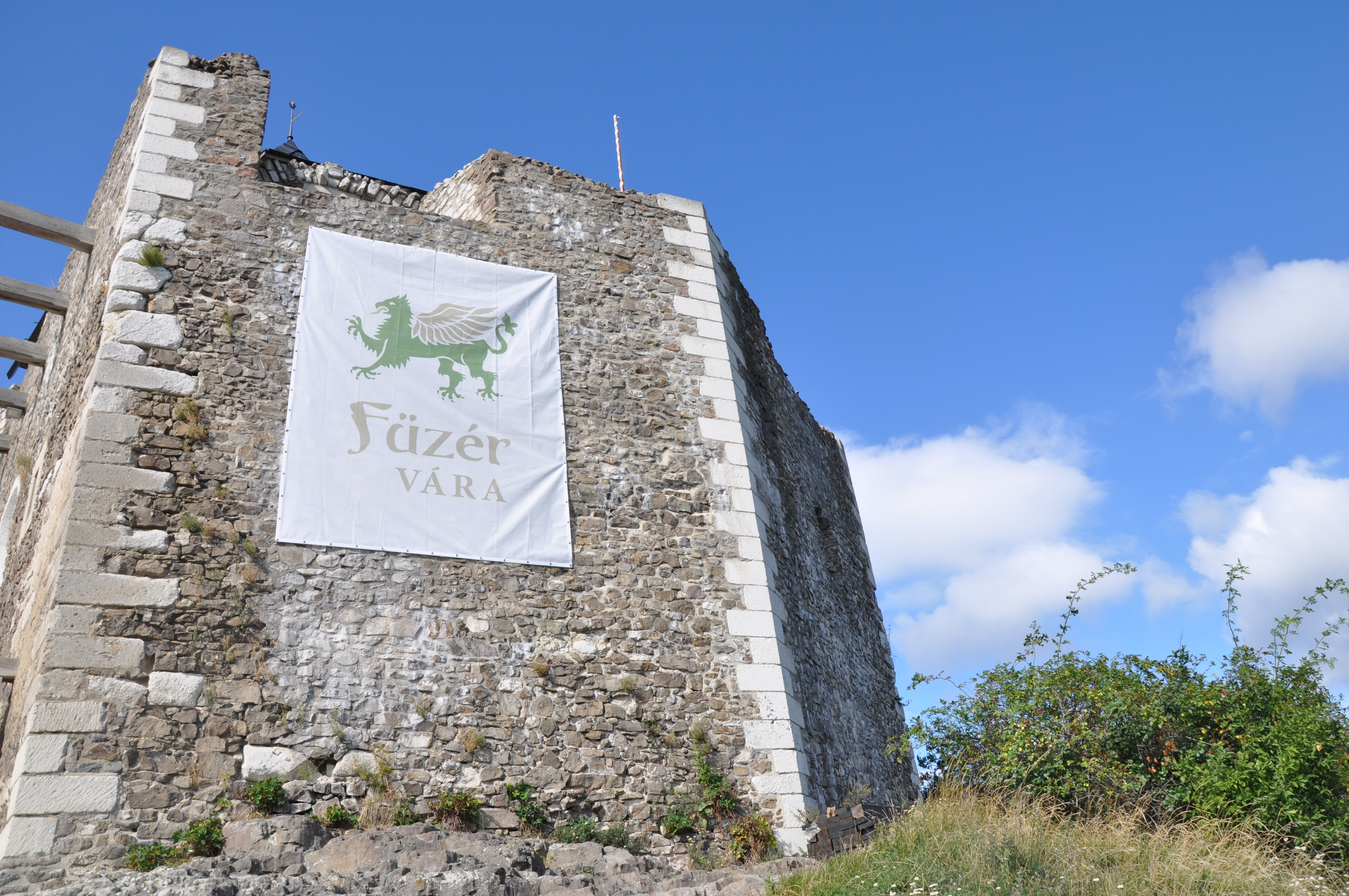
A felsővár kapubástyája

1644–1654 között kapubástyát alakítottak ki, amely előtt fából készült elővédmű állhatott. A bástya felvonóhidas kapujához kis fahíd vezetett. A felvonóhidas kapu mögött közvetlenül egy kétszárnyú kapu, majd egy újabb felvonóhidas kapu következett. Az itt emelt kapubástya az 1530–40-es évekből származik. Ennek belső terét 1644 és 1654 között tömören elfalazták, a felvonószerkezet helyett kétszárnyú kaput építettek be, a bástya tetején ágyúállást, illetve puskapor tárolására alkalmazott ún. porházat alakítottak ki. Ekkor alakították ki a kapubástya tömlöcét is. A kapu mögötti helyiséget a várleltárak „kapu közeként” említik, rendeltetése szerint fűthető őrhely, illetve tárolóhelyiség volt.
A vár egy magaslati pontján óraház állt, bár ennek helyéről közvetlen adat nem maradt fenn. Inventáriumi utalások alapján valószínűsítik, hogy a kaputorony udvar felőli oldalán, annak délnyugati sarkán álló faépítményben lehetett, ez a hely amúgy is jól látható a várudvar nagy részéből.

#### Várudvar
A várudvaron két kút állt, melyek egyikét 17. századi források eleven kútként emlegették, így feltehetően természetes forrás táplálta. A másik kútra a régészeti kutatás során a déli palotaszárny malompincéjének bejárata előtt találtak rá, amely egy 150 cm átmérőjű, tufatömbökkel falazott ciszterna volt. A ciszterna feltárása során derült rá fény, hogy a falazatát egy korábbi, kb. 3,5 méter átmérőjű sziklagödörben alakították ki, a falazás pedig későbbi javítás eredménye. A sziklagödör feltárásakor került elő az a fa csörlőszerkezet, melyet egykor vízvételezésre alkalmaztak. A szerkezet faanyagának korát a kormeghatározó vizsgálat alapján 1633–1645 közé teszik. Valószínűsíthető, hogy a vár 1676-os lerombolásakor kerülhettek a fa szerkezeti elemek a ciszternába: a császári őrség a lebontott faszerkezetek bedobálásával kívánta megszüntetni a vízvételezés lehetőségét.
A várudvar körül épületek álltak, kivéve a fal keleti, a kapubástyától délre eső szakaszán, ahol a fal belső oldala felől magas földfeltöltést alkalmaztak az ágyútűz okozta erőhatások jobb elnyelésére. Ez a falszakasz egyébként az 1560-as években komolyabb külső megerősítő köpenyezést is kapott, rajta ferde lőréseket alakítottak ki, amelyek a támadás várható irányába, a kapubástya felé néznek.

#### Gazdasági épületek

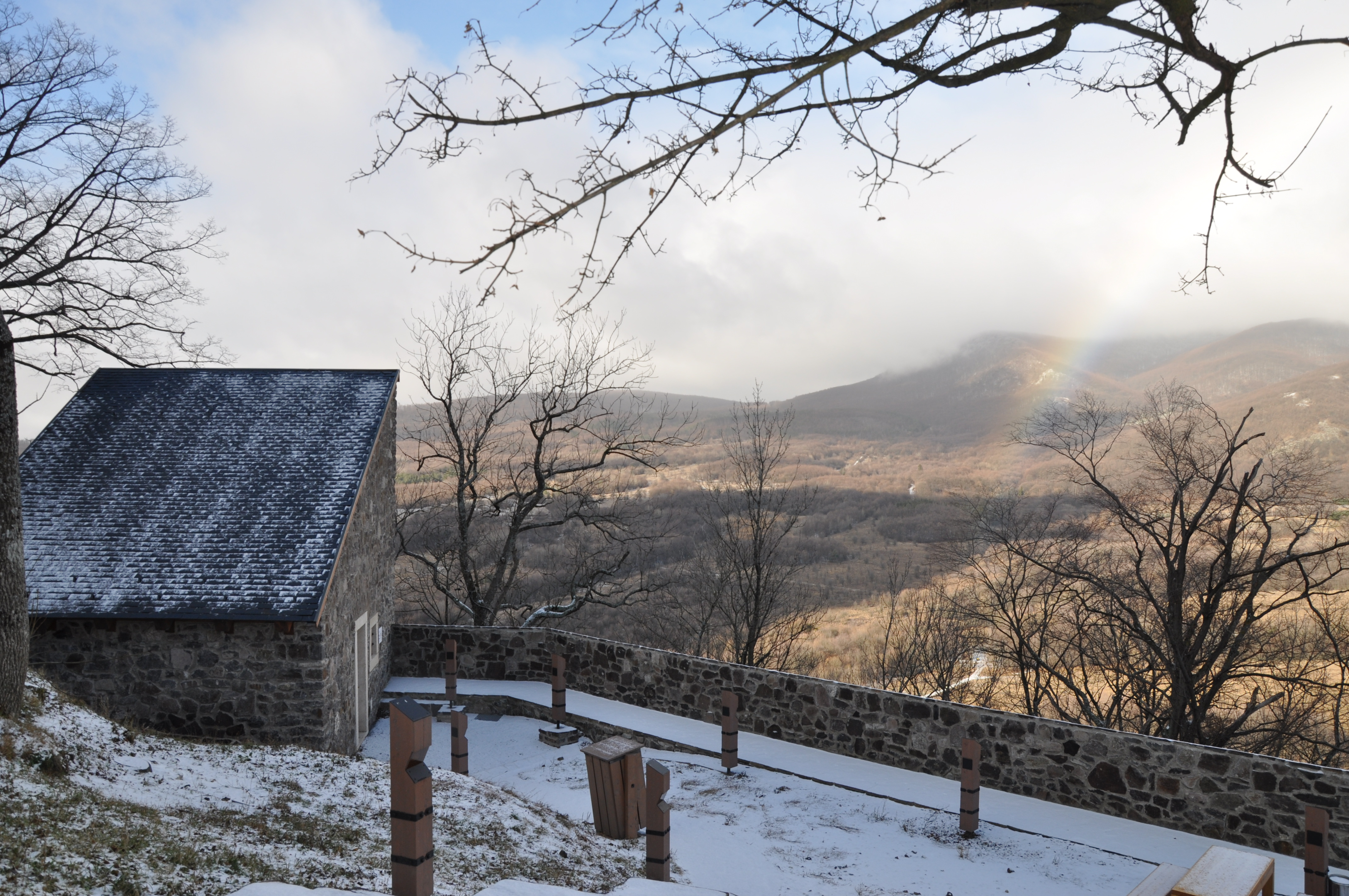
Gerendás pince

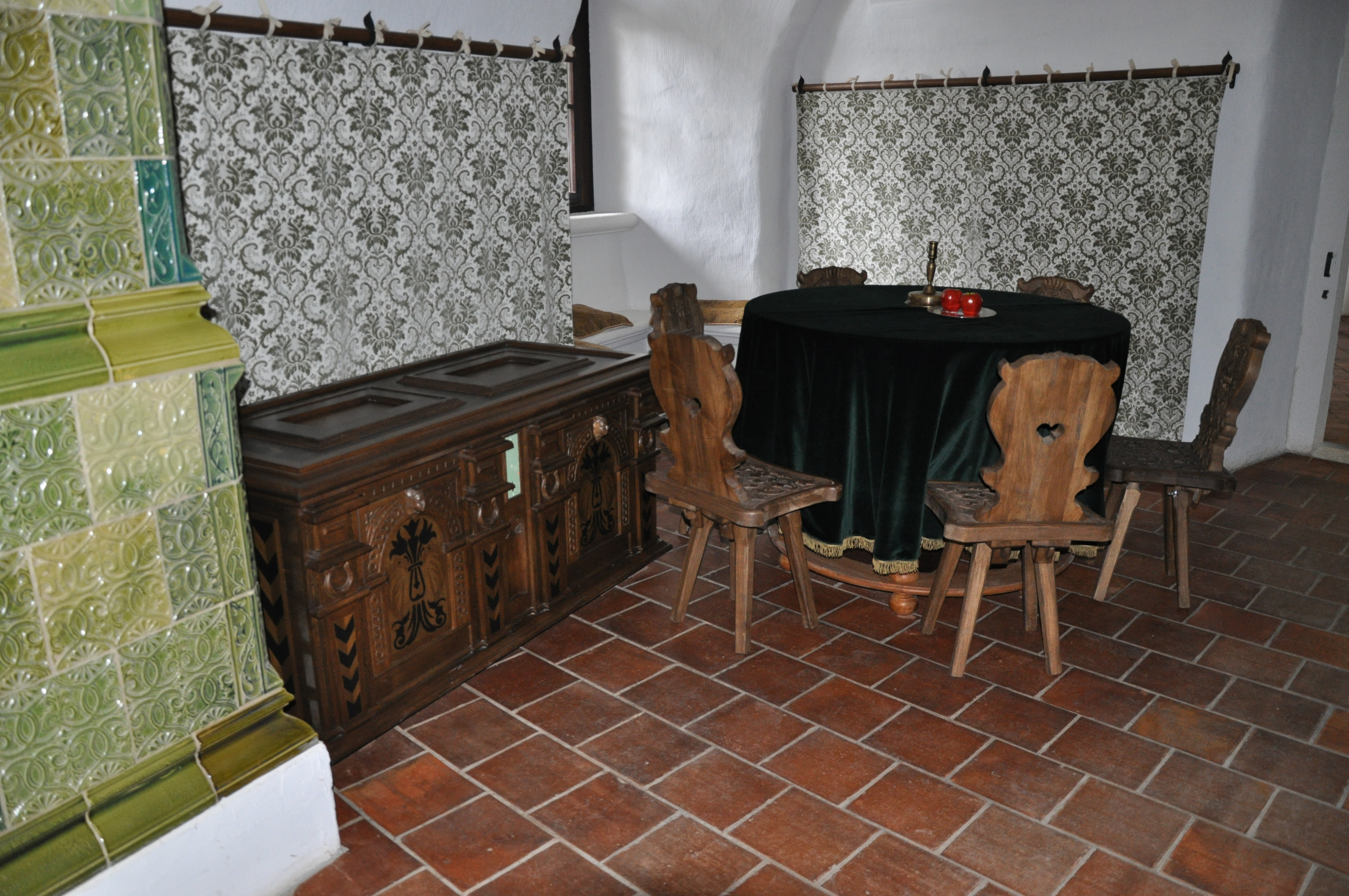
Középső bolt

A várudvart körbevevő, falnak belülről támaszkodó épületek jó része a 16. század elején épülhetett, csupán a palotaépületek némelyike és a várkápolna lehet ennél korábbi. A kapubástya közelében állt a szabálytalan ötszög alaprajzú sáfárház, amely tisztviselői lakhelyként szolgált, de a 17. században már csak raktárként alkalmazták. Felette volt az úgynevezett cejtház, amely helyiség a kaputorony emelete felől volt megközelíthető. A cejtház kifejezés valószínűleg a zeughaus, azaz fegyvertár német kifejezésből ered, melyből a helyiség rendeltetése is kikövetkeztethető. A várleltárból tudjuk, hogy az 1600-as évek közepén kb. 80 kő ágyúgolyót és 250 kisebb, taracklöveghez való vasgolyót, továbbá legalább 50 szakállas puskát tartottak itt.
A sáfárház mellett állt a sütőház, amelynek nagy, kb. 240×240 cm-es, dongaboltozatos, padkás, 17. századi sütőkemencéje volt. Ebből volt megközelíthető az ecetesház, amit éléskamraként alkalmaztak. Mellettük, kissé nyugatabbra állt a 15. században létesített konyha. Ennek tetején pillérek által tartott kéménykürtő volt, alatta tűzhely.
A konyha mellett a deákház, más források szerint secretariusok háza állt, melynek neve valamiféle irodahelyiségre utal. Utóbbi felett volt kialakítva egy kényelmesen berendezett lakóhelyiség, amely a várnagy szállása lehetett. Ez a gerendafödémes helyiség a konyhában induló falépcsőn és egy fából ácsolt függőfolyosón át volt megközelíthető. A várfal ezen pontján árnyékszékeket alakítottak ki, egyet a deákházból, egyet a várnagyi lakásból. A kis helyiségek alatt négyzet keresztmetszetű, függőleges aknákat alakítottak ki, amely a várfal alá, a külső oldalra vezetett, és kis kifolyónyílásban végződött. Az 1530-as évekből származik a virágoskert és a tornác, amelyek a deákháztól délnyugatra következtek. A kb. 9×10 méteres, kőfallal kerített kert egészen a várfalig ért, felette a falon fa gyilokjárót alakítottak ki, amely a várnagyi szoba folyosóján át volt elérhető.
Maga a hegytető eredetileg sem volt vízszintes, és a vár építésekor sem egyenlítették ki azt. A várudvar tehát délnyugati-déli irányba lejtett, ezen oldala méterekkel alacsonyabban feküdt. Részben ez okozhatta, hogy az északi palotaszárnnyal nagyjából egy magasságban lévő lakószint alatt a déli oldalon pinceszintet is kialakítottak, a várfalnak a virágoskerttől délebbre húzódó szakaszán az épületek kétszintesek voltak.
A kert mellett áll az úgynevezett kőasztalos ház, amelyben legalább 1644-ig állt egy vörösmárvány asztal. A szobát cserépkályhával fűtötték, és innen is nyílt egy árnyékszék. E szoba alatt volt a malompince, amely nevét a benne található három kézimalomról kapta. A fal mentén haladva a következő helyiség a boltíves födémű középső bolt volt, melyet jellemzően lakószobaként használtak, mellette pedig a boltos szenesház állt. Utóbbi két helyiség alatt húzódott a kis pince, melyben bort, mézet és tejterméket, később gyümölcsöt és káposztát tároltak. Ezen helyiségek bejárata közelében állt a kút és a ciszterna.
Ezeken kívül további gazdasági szerepű faépítmények állhattak a várudvar északkeleti részén, amelyekről azonban megbízható adat, régészeti emlék nem ismert. Ezekben tárolhatták a birtokról beszolgáltatott terményeket és tűzifát.

#### Védművek
A várleltárakban több ízben írtak a fokokról, azaz a várfalon körbefutó gyilokjáró folyosókról, és ezek nyomait a régészek is felfedezték a sütőház felett állva maradt falszakaszon. A fokok fából ácsolt, zsindelytetős szerkezetek voltak, és a palotaszárnyak felett is végighúzódtak. A folyosókra két helyen lehetett felmenni: lépcsők a kaputorony mellett, illetve a konyhában voltak. A falu felől, tehát a nyugati várfal egy pontján volt a várfalon egy őrablaknak nevezett nyílás, ahol réztarack állt. A leltárak úgynevezett vigyázó helyeket is említenek, melyek a várfalon kijelölt őrhelyek, valószínűleg a gyilokjárónál némileg szélesebb helyet biztosító faszerkezetek lehettek, melyeken árnyékszéket és darabontházat alakítottak ki. A három inventáriumban is megemlített őrhely a várfal délkeleti, északkeleti, illetve nyugati oldalain állt. A vár más pontjain is álltak egyszerű fa darabontházak, a várleltárak összesen nyolc ilyen építményről tesznek említést.

#### Palota

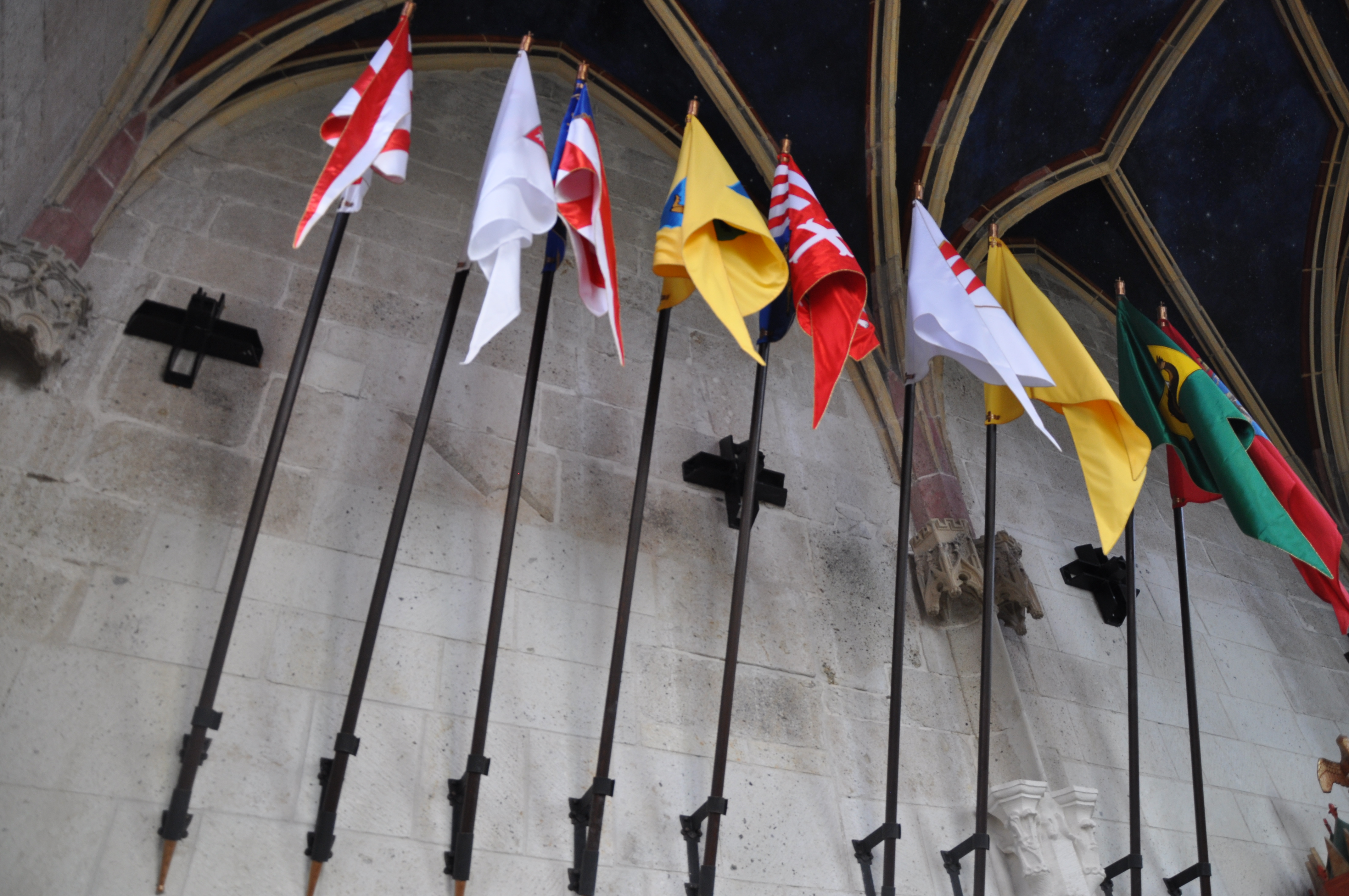
A vár egykori birtokosainak zászlói

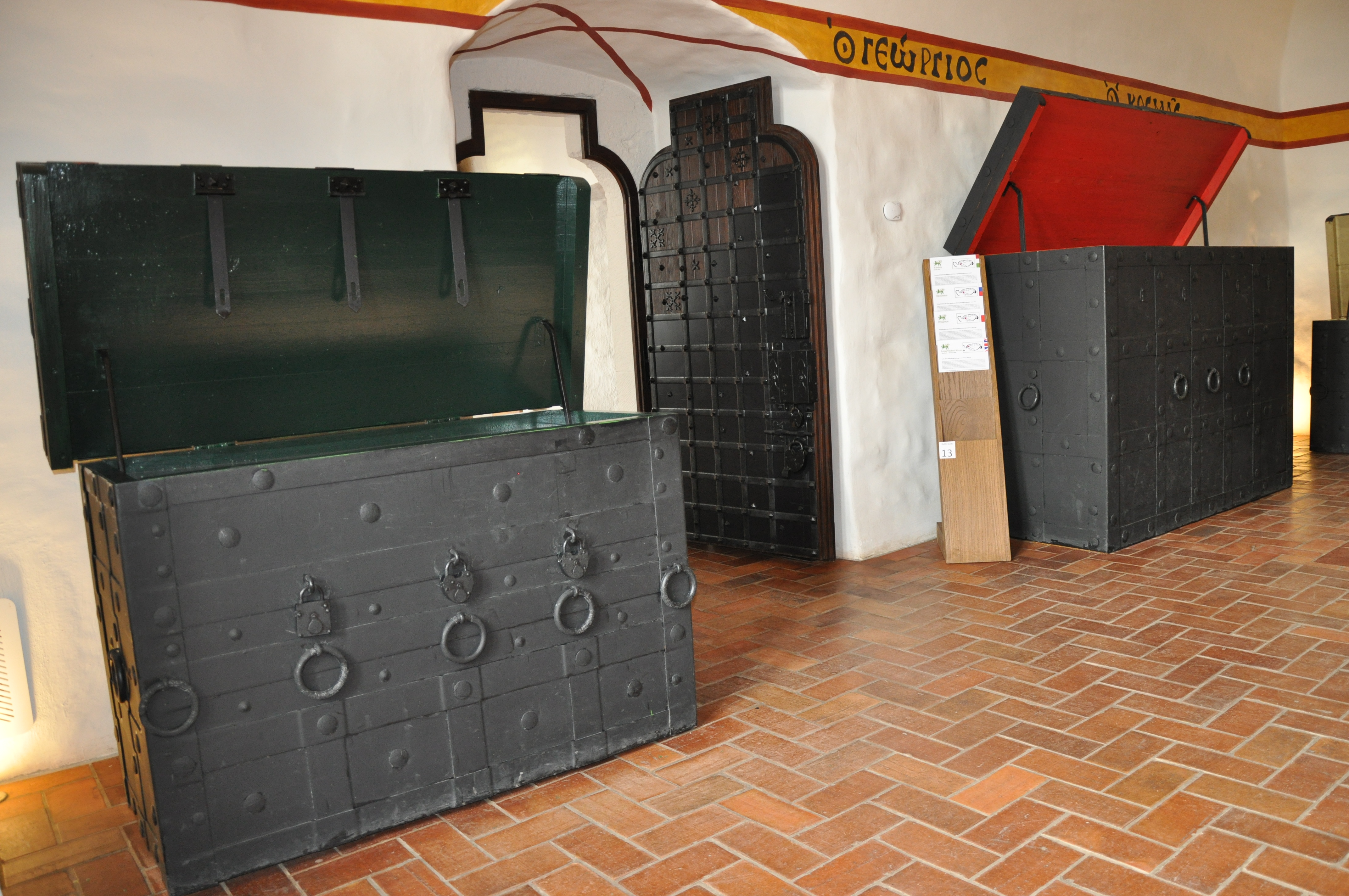
A tárház, azaz a vár kincs- és levéltára

A fal délnyugati, mélyebben fekvő szakaszán áll a kétszintes palota, amelynek nagy része a fallal együtt a 13. század elején épülhetett, más részei pedig jellemzően a 15. század elejéről származnak. A síkfödémes épület több helyiségből állt, kétszintes volt. Az alsó szinten pince, a felső emeleten lakóhelyiségek is voltak benne kialakítva. A várnak az Árpád-korban nem volt tornya.
A várfal délnyugati kiszögellésében állt a hosszú bolt, alatta a vizes pincével. A falkanyarulat déli oldalán állt a vár építésekor emelt eredeti palotaépület, amelyben későbbi átalakítások alkalmával alakíthatták ki a szenes ház, a kis ház és a tárház helyiségeit. Ez utóbbi, azaz a tárház hagyományos jelentése a középkorban: kincstár. Itt tehát valószínűleg különféle értéktárgyakat, okleveleket tároltak. Ennek megfelelően a helyiség kifejezetten erős, vaslemezzel borított, zárral és háromszoros retesszel ellátott ajtóval volt zárható. A déli várfal helyiségei alatt az összefüggő, több teremből álló, dongaboltozatú öreg pince állt, ahol bort és egyéb élelmiszert tároltak. Ez a pince a vár legkorábbi időszakában, a 13. században keletkezhetett.
A vár déli palotaszárnyának legnagyobb földszinti helyisége a kb. 11,5×8 méteres, gerendafödémes öreg palota volt. Ennek fűtéséről egy szenes kandallóval gondoskodtak. Délkelet felé ajtó nyílt a várkápolnára. Az öreg palota északkeleti szomszédja egy szintén nagy helyiség, az ebédlőpalota volt, amelynek két vasrácsos ablaka valószínűleg dél felé nézett. Egykori berendezési tárgyai között említenek egy pohárszéket, amely azonban már az 1600-as évek második felére elkallódhatott.

#### Várkápolna

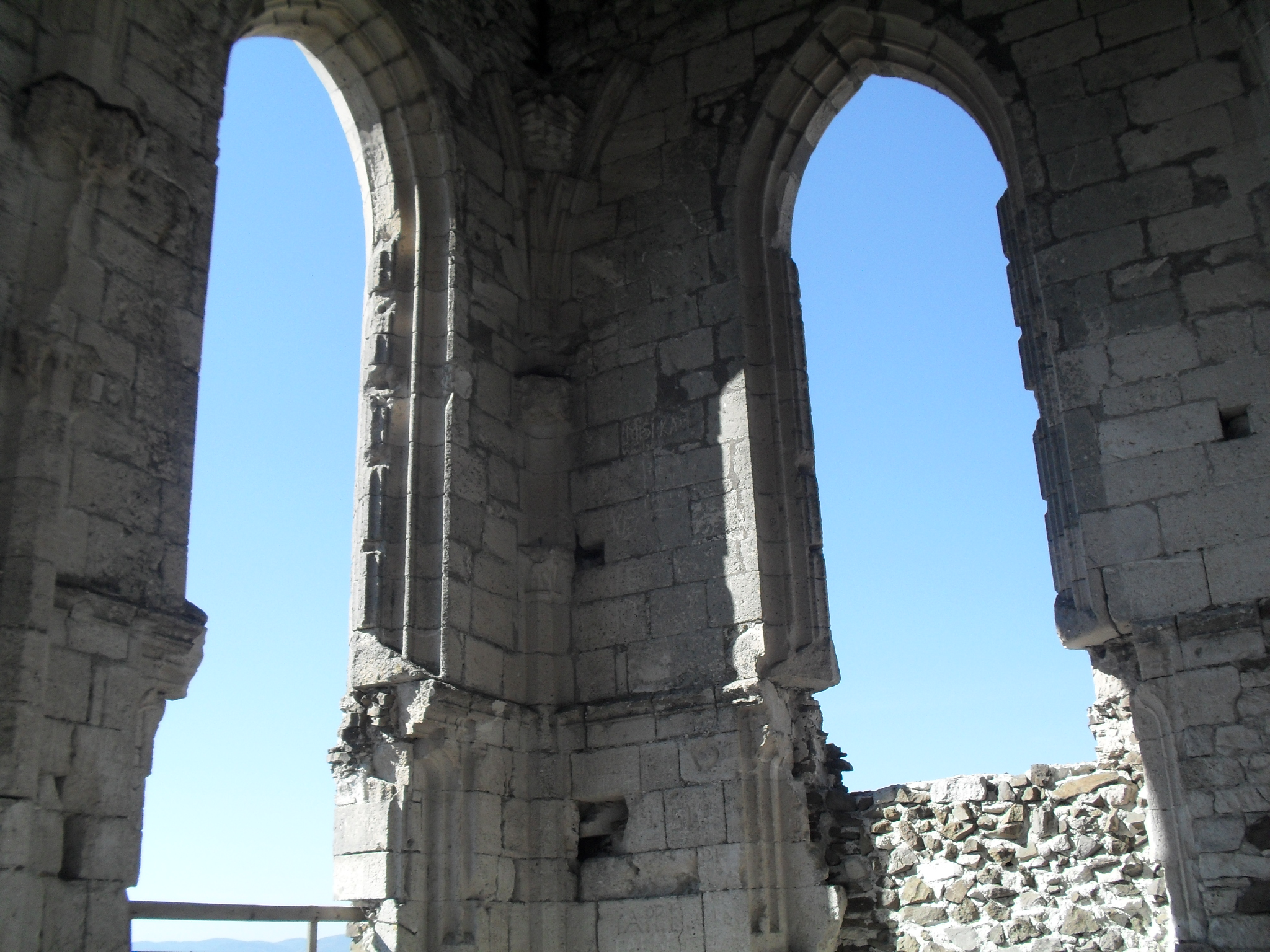
A kápolna csúcsíves ablaknyílásai a felújítás előtt

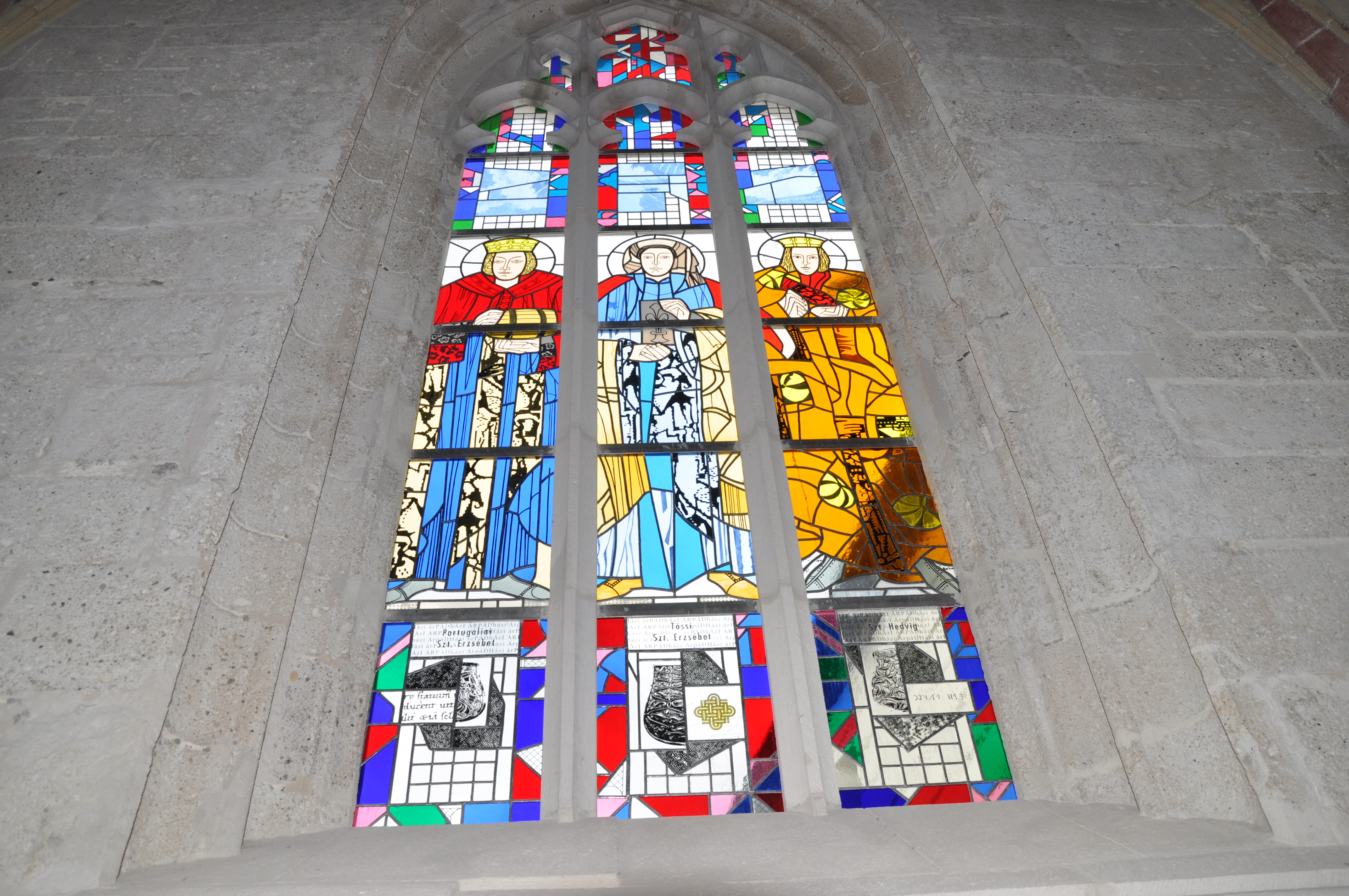
Háromosztatú ablak a várkápolnában

A várkápolna keletkezési idejének meghatározása megfelelő forrás híján igen összetett feladat volt, mindössze abban értettek egyet a kutatók, hogy a Perényi család idején épülhetett. A legvalószínűbb elképzelés szerint Perényi Imre nádor építtette valamikor 1490 és 1508 között, támpillérek nélkül, oromfalas módon, kőkeresztrózsás díszekkel. Az épület a várfal déli oldalán állt, egy Zsigmond korában épített kisebb, poligonális szentélyzáródású, ugyancsak gótikus kápolna helyén alakították ki. A keskeny sziklaszélen, egy 10 méter magas dongaboltozatos pince fölé emelték, hogy a palotaszárny padlószintjével egy magasságba kerüljön. A kápolna alatti pincehelyiség megnevezése egyes forrásokban szalonnás pince, és valóban szalonnát, hájat, illetve tüzelőanyagokat tároltak benne, falaiban pedig fellelhetők a korábbi kápolna bontott, beépített kőfaragványai. A pincéből annak keleti oldalán kívülről alig felfedezhető ajtónyílás található, melynek rendeltetése nem ismert. Erről azt feltételezik, hogy menekülőjárat lehetett.
A kápolnába a nagytermen át lehetett belépni. A helyiséget kéttraktusos csillagháló-boltozat fedte. A körtetagos, pálcával gazdagított boltozati bordák a hosszanti falak tengelyében, illetve a sarkokból indultak, ahol sokszögű faoszlopokon támaszkodtak. A bordasugarak kiindulási pontjai alatt leveles talapzatú szoborfülkék álltak, felettük díszített baldachinnal. Ma már nem lehet egyértelműen megmondani, hogy a fülkékben voltak-e szobrok, de ha voltak, valószínűleg a protestáns hitre térő Perényiek korában, a 16. században távolíthatták el azokat. A kápolnának a déli falon kettő, az oldalfalakon egy-egy csúcsíves, valószínűleg két osztósudárral tagolt ablaka volt. Az ablakok alatt ülőfülkéket alakítottak ki. A feltáráskor az omladékba került egyes kőtöredékeken festéknyomokat találtak, mely alapján lehetséges, hogy a kápolna falát freskók díszítették.
A bejárattól keletre volt az oltár, amelyen Szűz Máriát ábrázoló oltárkép és feszület állt. Nem ismert, hogy eredetileg kinek szentelték, de az oltárkép alapján valószínűsítik, hogy Nádasdy Ferenc rekatolizálása után Szűz Máriának lehetett szentelve. A 17. század második felére a kápolnát már igen keveset használhatták, egyes inventáriumok beszámoltak itt tárolt terményekről, építőanyagokról is.
A kápolnának padlása is volt, amely valószínűleg a gyilokjáróról volt megközelíthető. Itt az egyik várleltár szerint egy ideig puskaport tároltak.

## Természeti környezete

### Földtani jellemzői

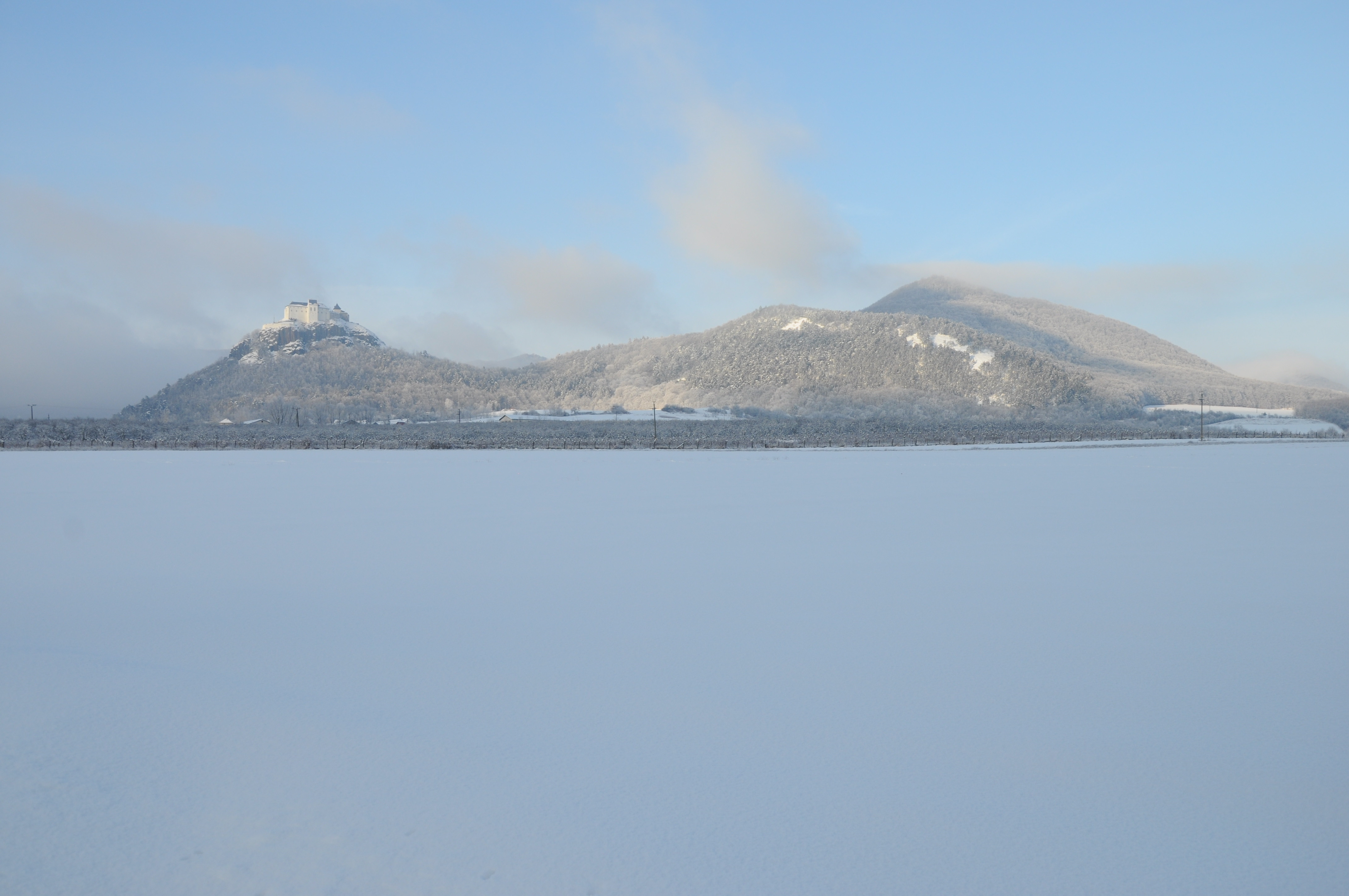
A vulkanikus eredetű várhegy sziklatömbje dél felől nézve

A Felső-Hegyköz medencesíksága fölötti 200 méteres relatív magasságú várhegy természeti szépsége mellett számos földtudományi és egyéb értéket is rejt.
A Tokaj és Eperjes között, észak-déli irányban húzódó Eperjes–Tokaji-hegylánc területén a miocénben aktív vulkáni tevékenység zajlott. A réteg- és hasadékvulkánok mintegy hatmillió éven keresztül ontották magukból a különböző vegyi összetételű lávákat, és terítették be környéküket finomszemcsés törmelékanyaggal. A többszöri lávaömlés hozta létre mintegy 13 millió évvel ezelőtt a füzéri várhegyet.
Geomorfológiai értelemben a hegy vulkáni kürtőmaradvány, tömegét lényegében szürke dácit alkotja. A kőzetanyag a vulkáni lávacsatornában, még a felszín alatt, fokozatosan hűlt le, így jellegzetes oszlopos szerkezetet vett fel. Ez az oszlopos elválás földtani különlegesség, ugyanis általában a bázikus összetételű bazaltok jellegzetessége, míg dácitnál ritkán fordul elő. A vaskos, függőleges kőzetoszlopok messziről is jól tanulmányozhatók a hegy felső sziklaképződményein. A vulkáni kúp egyéb részeit alkotó puhább, tufás jellegű kőzetek az évmilliók során nagymértékben lepusztultak. 

### Növényzete és állatvilága

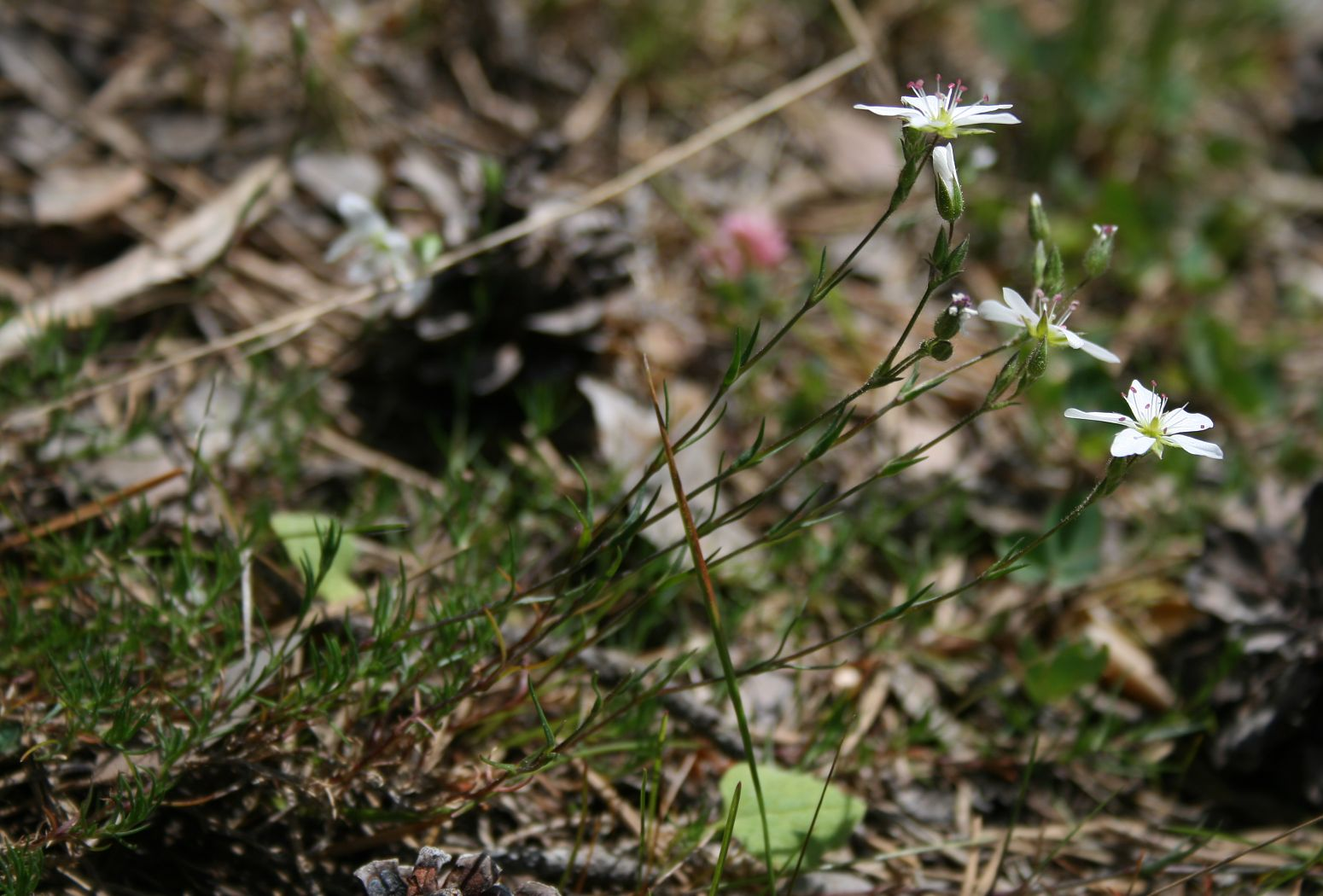
Magyar kőhúr

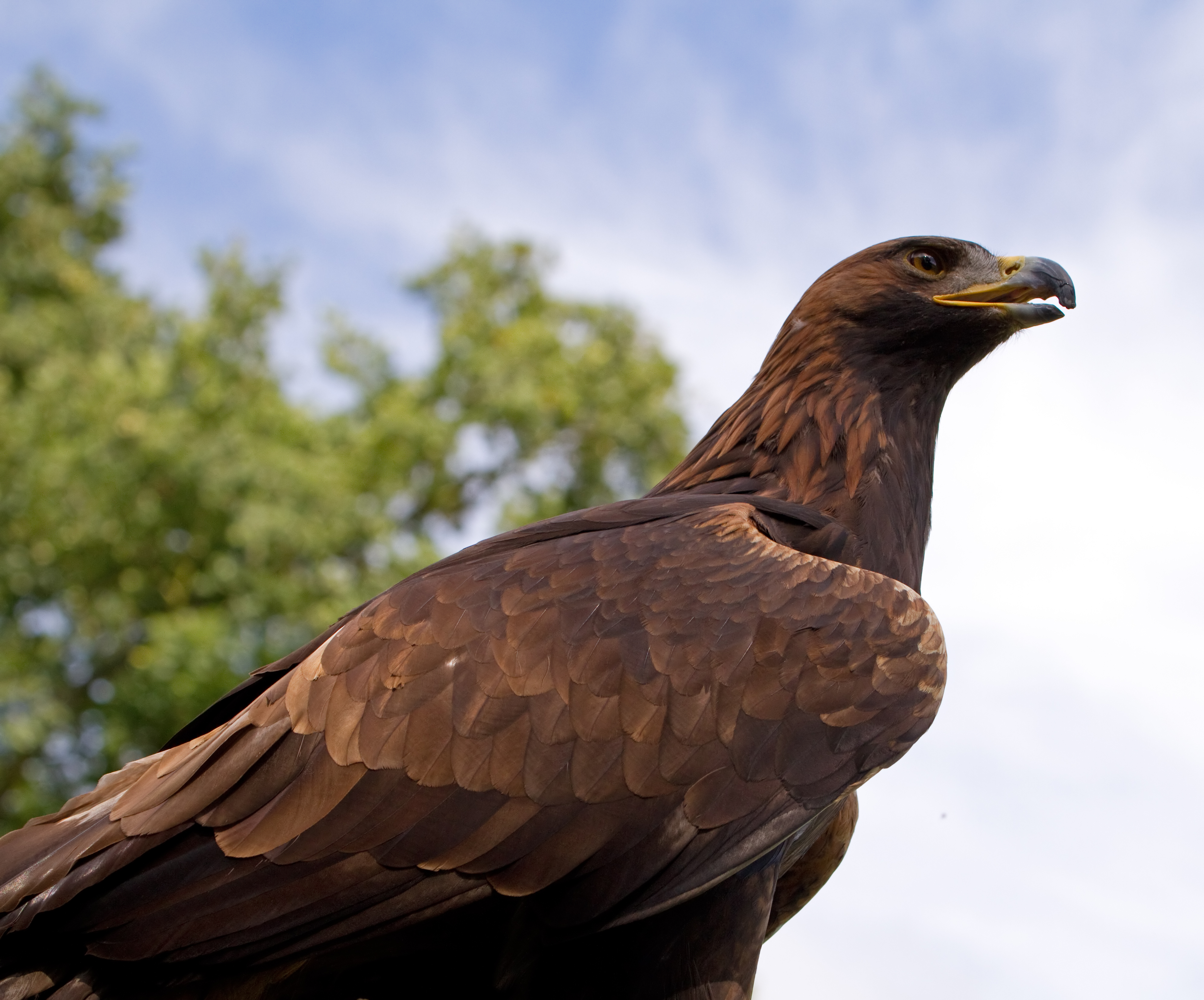
Szirti sas

A várhegy a történelmi és kulturális emlékek mellett élővilágát tekintve is értéket képvisel, a terület az 1984-ben kijelölt Zempléni Tájvédelmi Körzet része. A hegy jellemző élőhelyei a nyílt szilikát sziklagyepek, amelyen számos ritka, védett növény- és állatfaj él. Ezek közül kiemelendő a fásodó szárú szegfűféle, a kárpáti bennszülött magyar kőhúr (Minuartia hirsuta), a szirti sziklaternye (Aurinium saxatile), a pongyola harangvirág (Campanula sibirica), a sziklai csenkesz (Festuca pseudodalmatica), valamint az országosan is igen ritka, inkább magashegységi kőtörőfű és a szintén különleges északi szirtipáfrány (Woodsia ilvensis). A hegyoldal déli, keleti kitettségű, ellaposodó gyepein lila, sárga, illetve fehér színben törpe nőszirom (Iris pulmila) nő. Egy kb. 7000 évvel ezelőtti felmelegedés nyomaként fellelhető a kárpáti jellegű, reliktum gyöngyvesszős (Spiraea) növénytársulás. Nyáron jellemző látvány a réti aggófű (Senecio erraticus) mély sárga, a szirti búzavirág (Centaurea mollis) kék és a magyar bogáncs (Carduus collinus) élénk piros virága.
A várhegy állatvilágának legnagyobb fajgazdagságban jelenlevő tagjai a rovarok. Jellemző a nagy szarvasbogár (Lucanus cervus), az orrszarvúbogár (Oryctes nasicornis), a havasi cincér (Rosalia alpina). Hüllők közül előfordul a Zemplén más tájaira is jellemző keresztes vipera (Vipera berus). A madarak fajgazdagságának és egyedszámának kedvező a zavartalan, nehezen járható környezet. Megtalálható a fekete harkály (Dryocopus martius), a zöld küllő (Picus viridis), a macskabagoly (Strix aluco), rendszeresen költ a császármadár (Tetrastes bonasia), a fekete gólya (Ciconia nigra). A védett ragadozómadarak közül a Zempléni-hegység belső, zárt erdőségeiben kerecsensólyom (Falco cherrug), uhu (Bubo bubo), parlagi sas (Aquila heliaca) és szirti sas (Aquila chrysaetos) költ.

## Rendezvények
A várban több hagyományos, évente ismétlődő rendezvényt tartanak:
- Tavaszi Várkapu Tárogató (húsvét vasárnap és hétfő): a Füzéri Várvédő Egyesület és más hagyományőrző csoportok harci, illetve táncbemutatói, előadásai által kísért rendezvény.[66][67]
- Pünkösdi Mulatság (pünkösd vasárnap és hétfő): a programsorozat műsorán történelmi játszótér, középkori táncház, hadi bemutatók, gyermekprogramok szerepelnek.[68][69]
- Vadászat Perényi urasággal (Lov s pánom z Perína, június): nem helyi szervezésű íjászverseny a község központjában.
- Szent Iván éji vigasság (június 23-hoz legközelebb eső hétvége): a nyári napforduló idején rendezett, napnyugtától napkeltéig tartó misztériumjáték és programsorozat.[70]
- Perényi Péter íjászverseny (július közepe): a Füzéri Várgondnokság által szervezett, zenés programokkal kísért íjászbemutató és sportverseny.[71]
- Füzéri Várnapok (minden év augusztusa): utcabáli hangulatú vásár zenés programokkal és várjátékokkal.[72]
- Zempléni szabad pálinka nap és Szent Mihály nap (szeptember utolsó, vagy október első hétvégéje): pálinkabemutató és -verseny, kézműves vásár, koncertek.[73]

## Az irodalomban
- A vár története ihlette Rozványi Dávid Az álmodó Füzéri vár c. versét.[74]

## Galéria

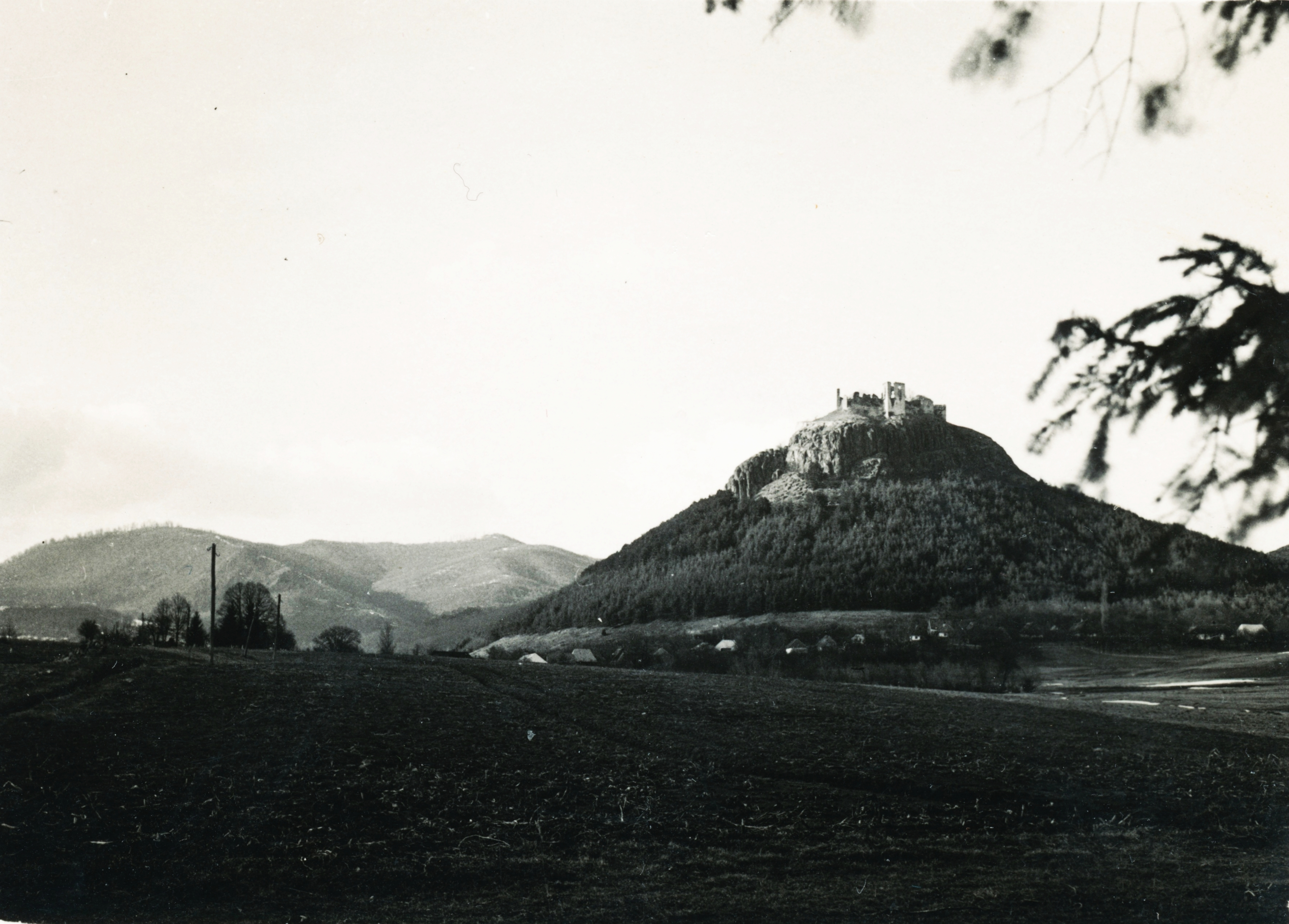
1932-es képfelvétel a várromról
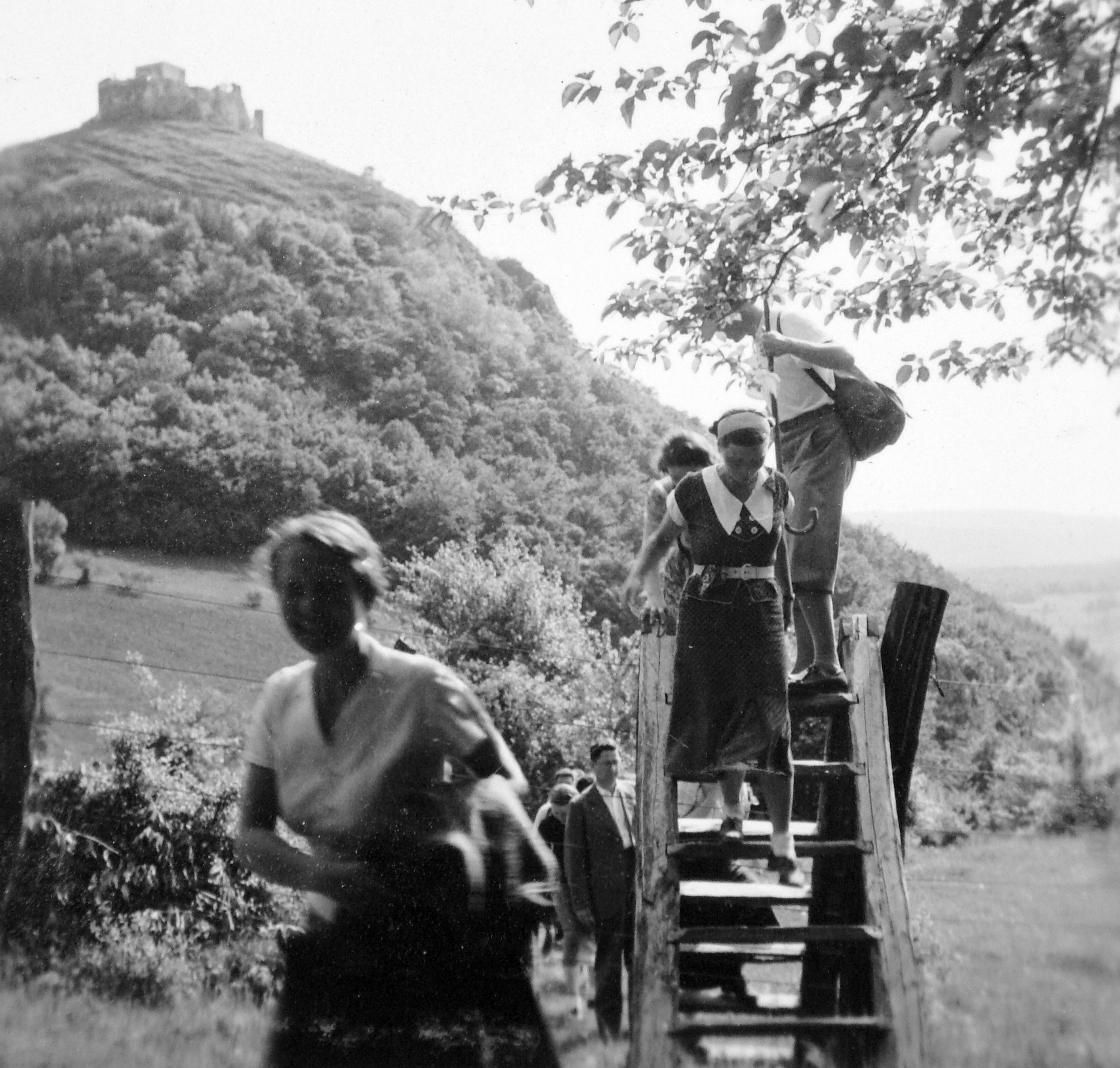
Turisták a vár alatt 1937-ben
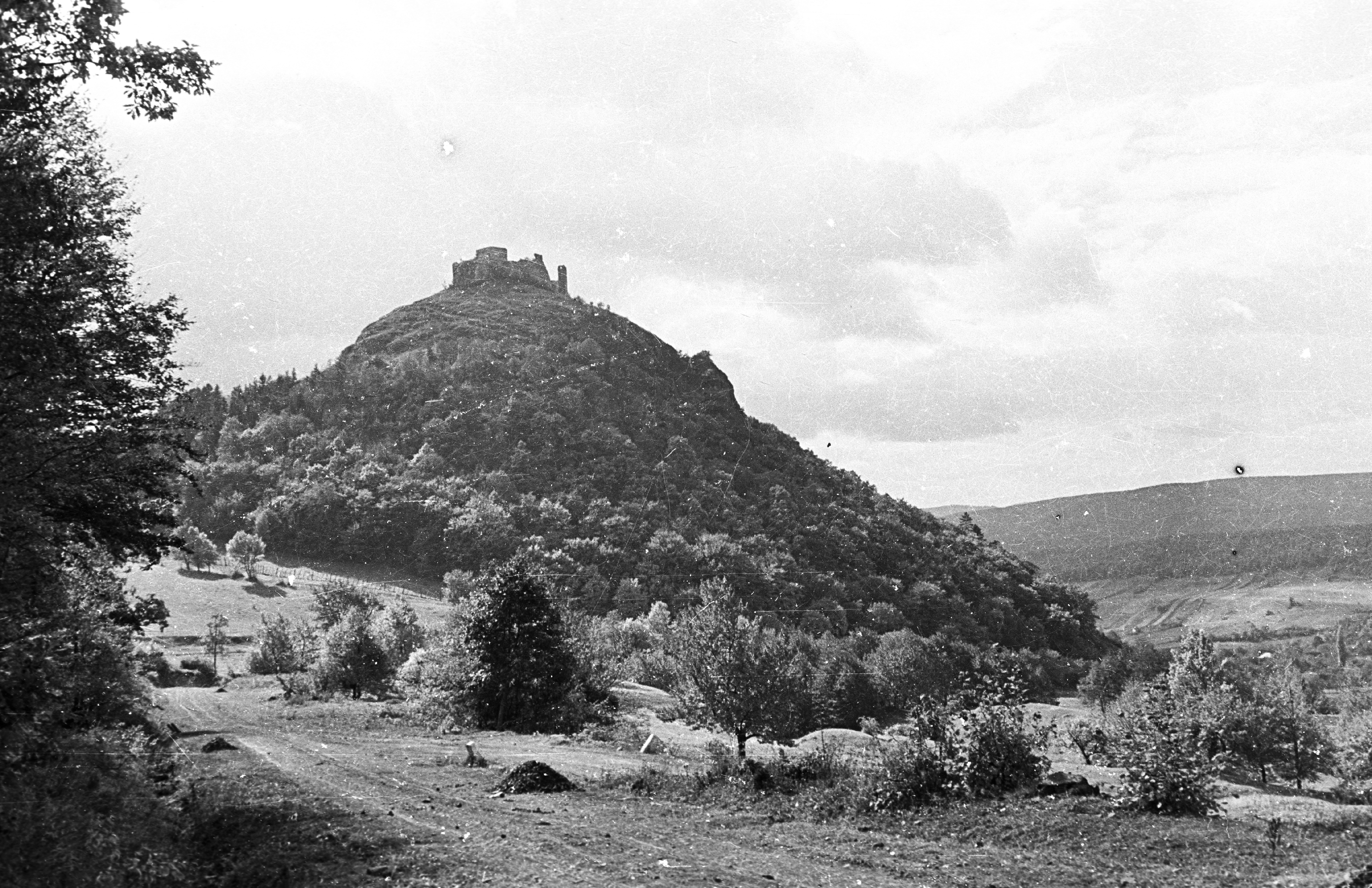
A várrom 1967-ben
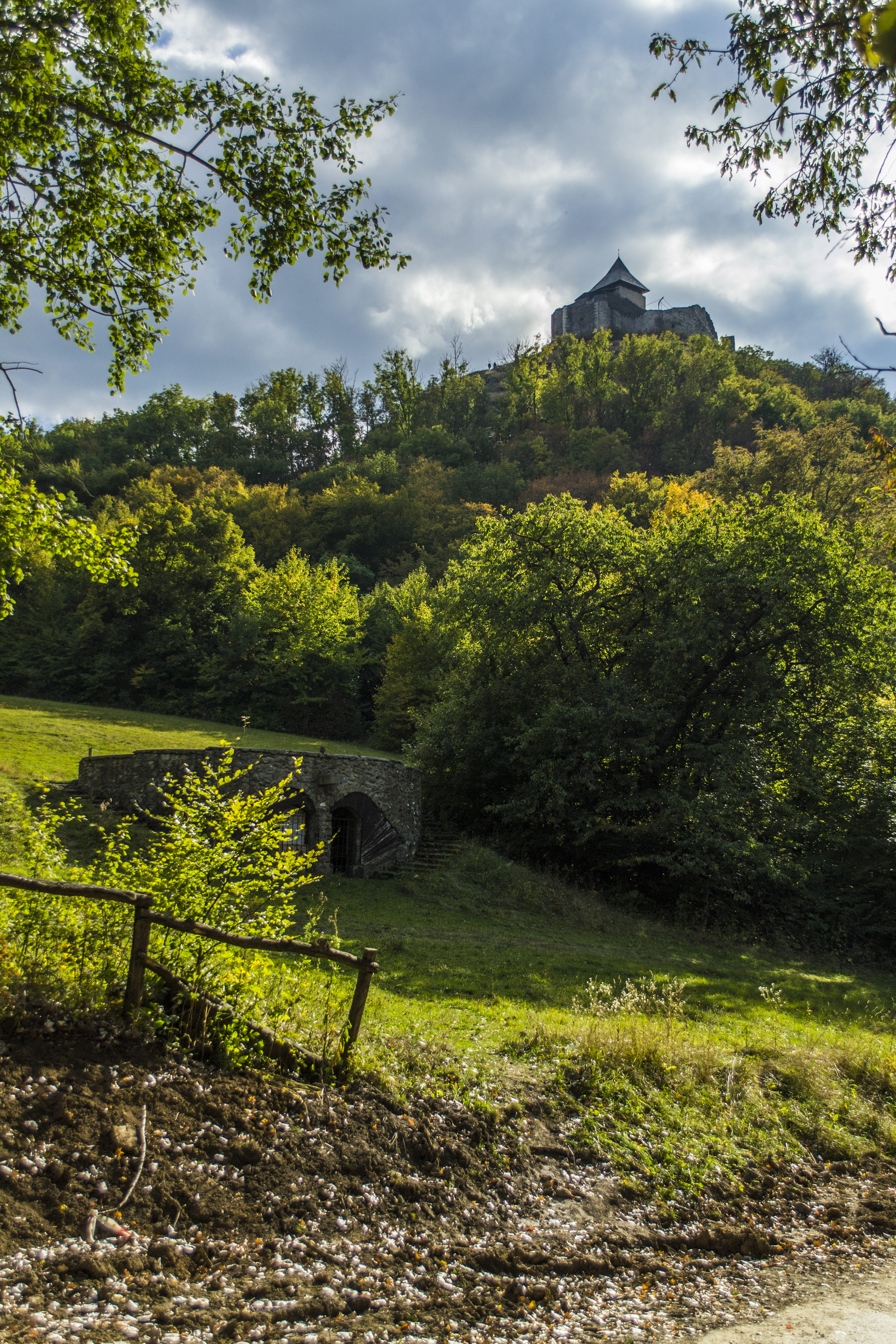
A várrom látképe a várhegy lába felől
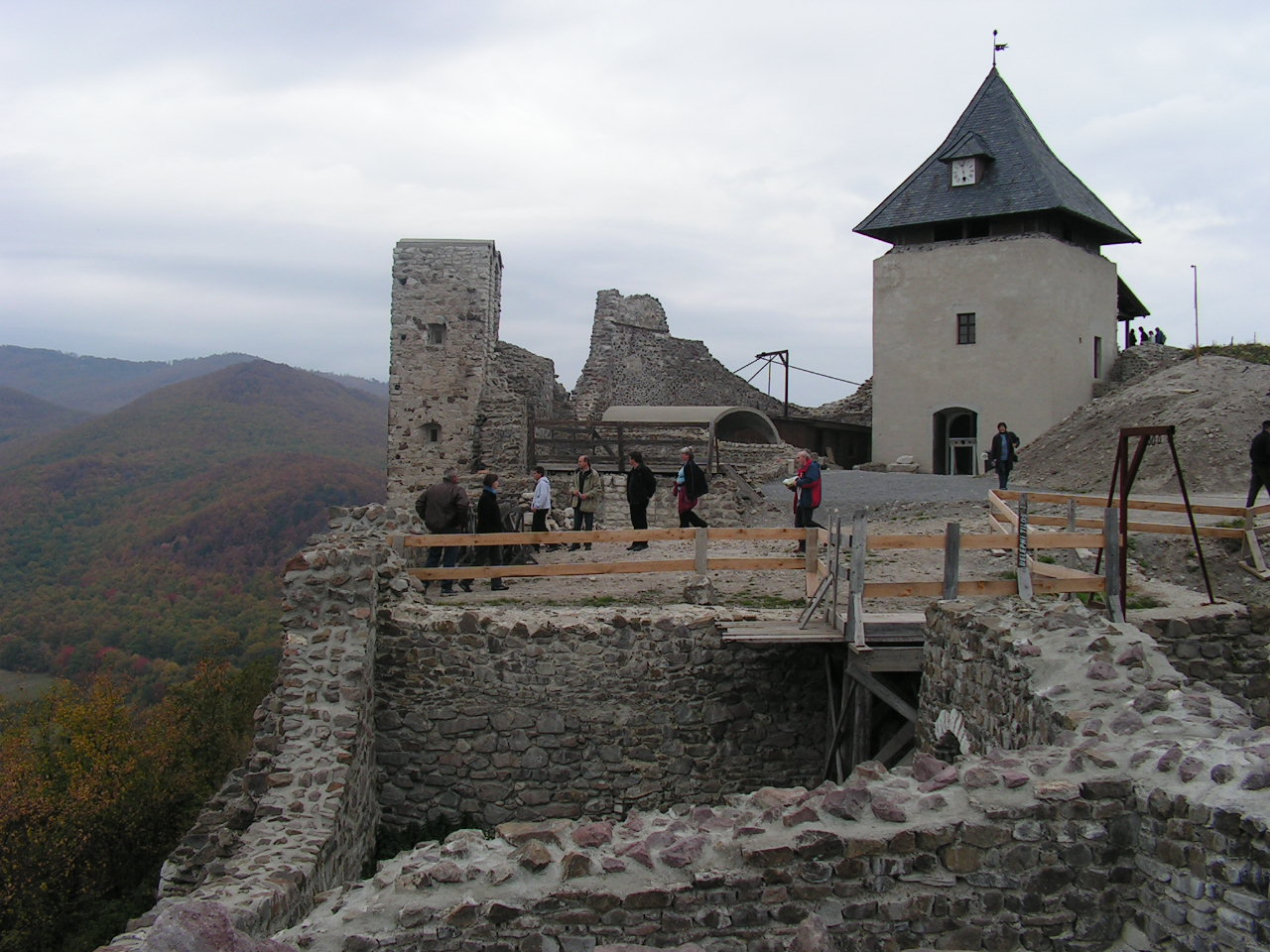
Felújítás közben
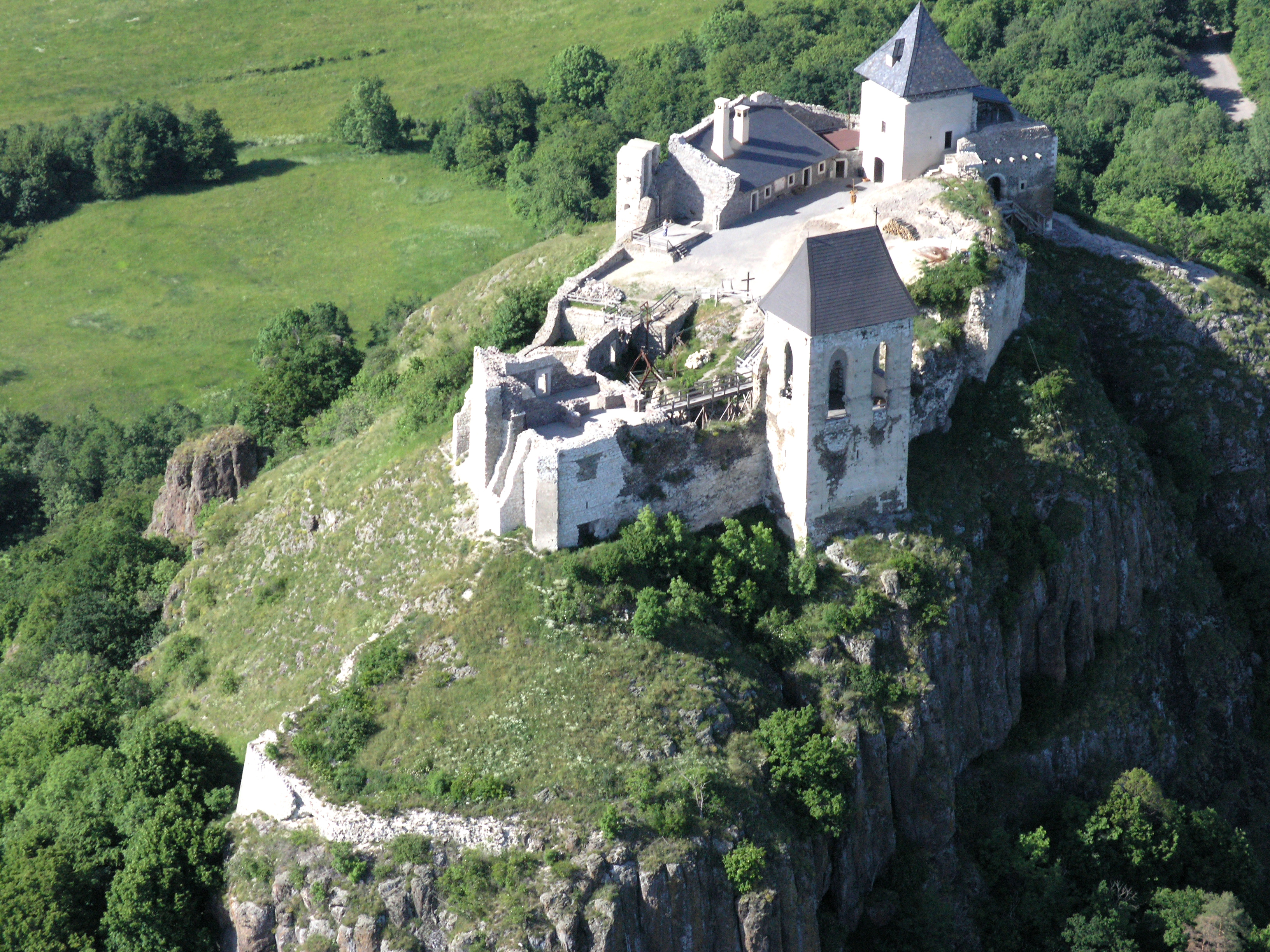
Légifotón a folyó munkálatok
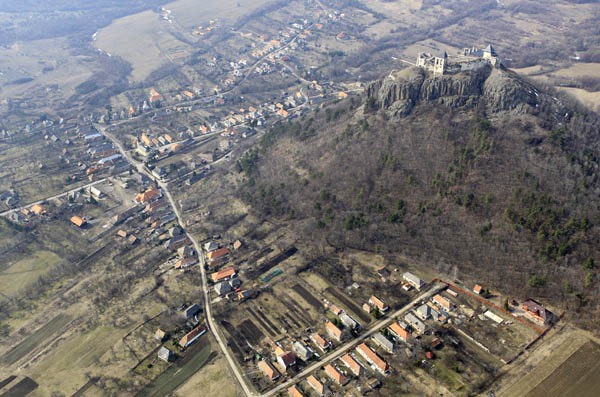
Légifotó a várhegyről és a még romos várról
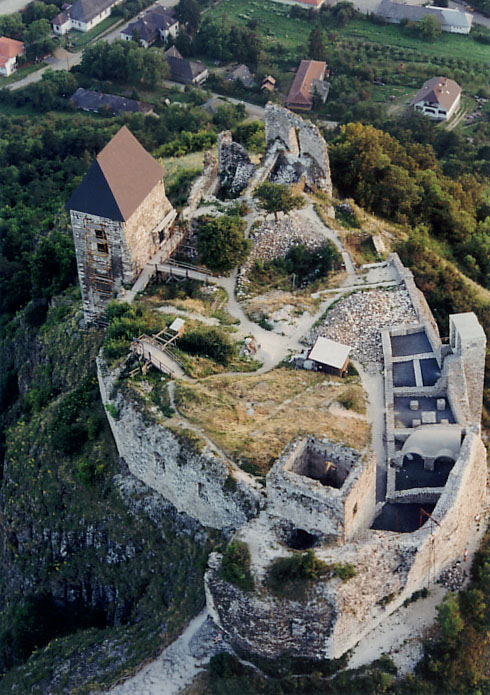
Légifelvételen az északnyugati épületszárny rekonstrukciója
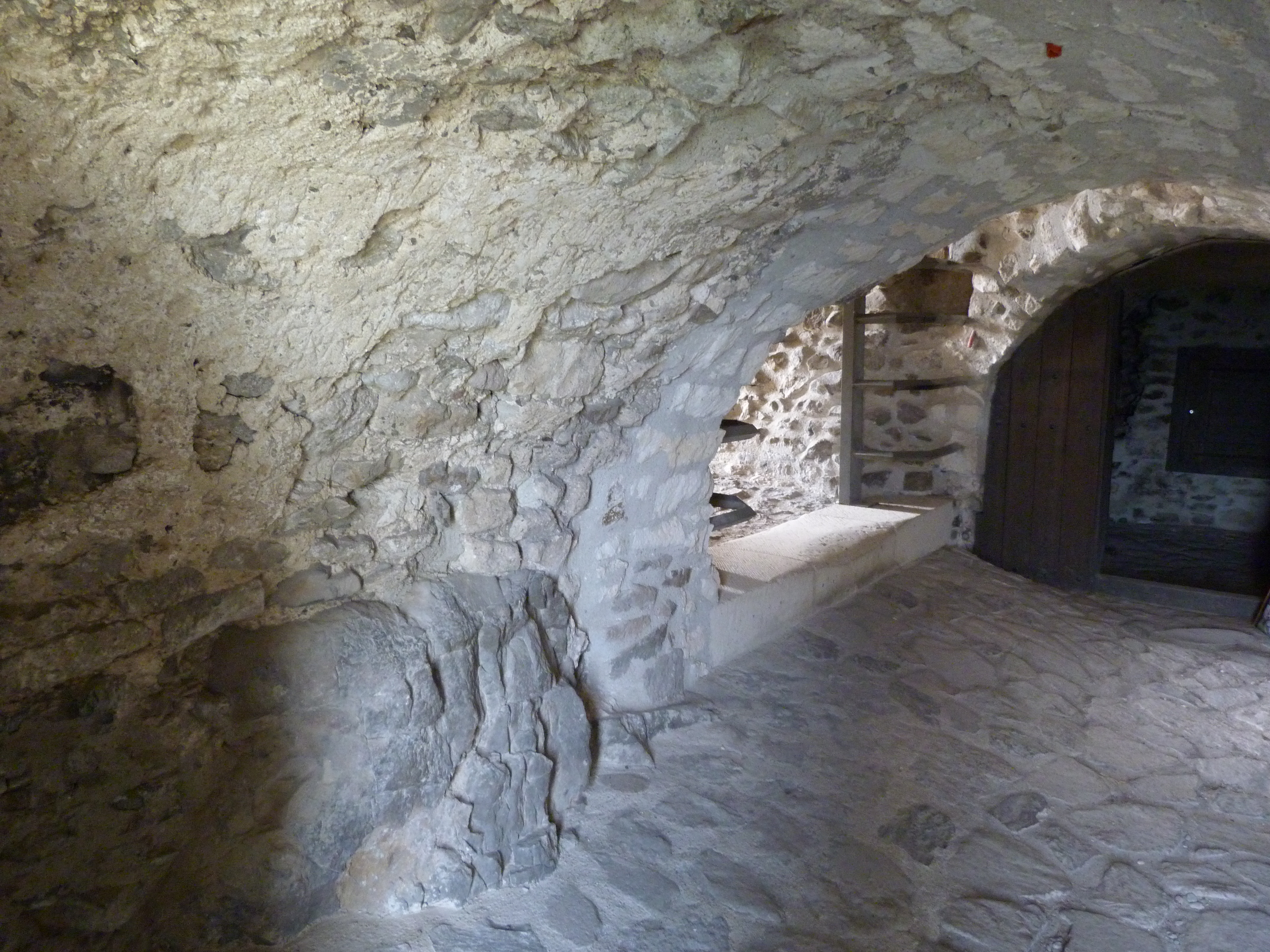
Boltozatos pincehelyiség
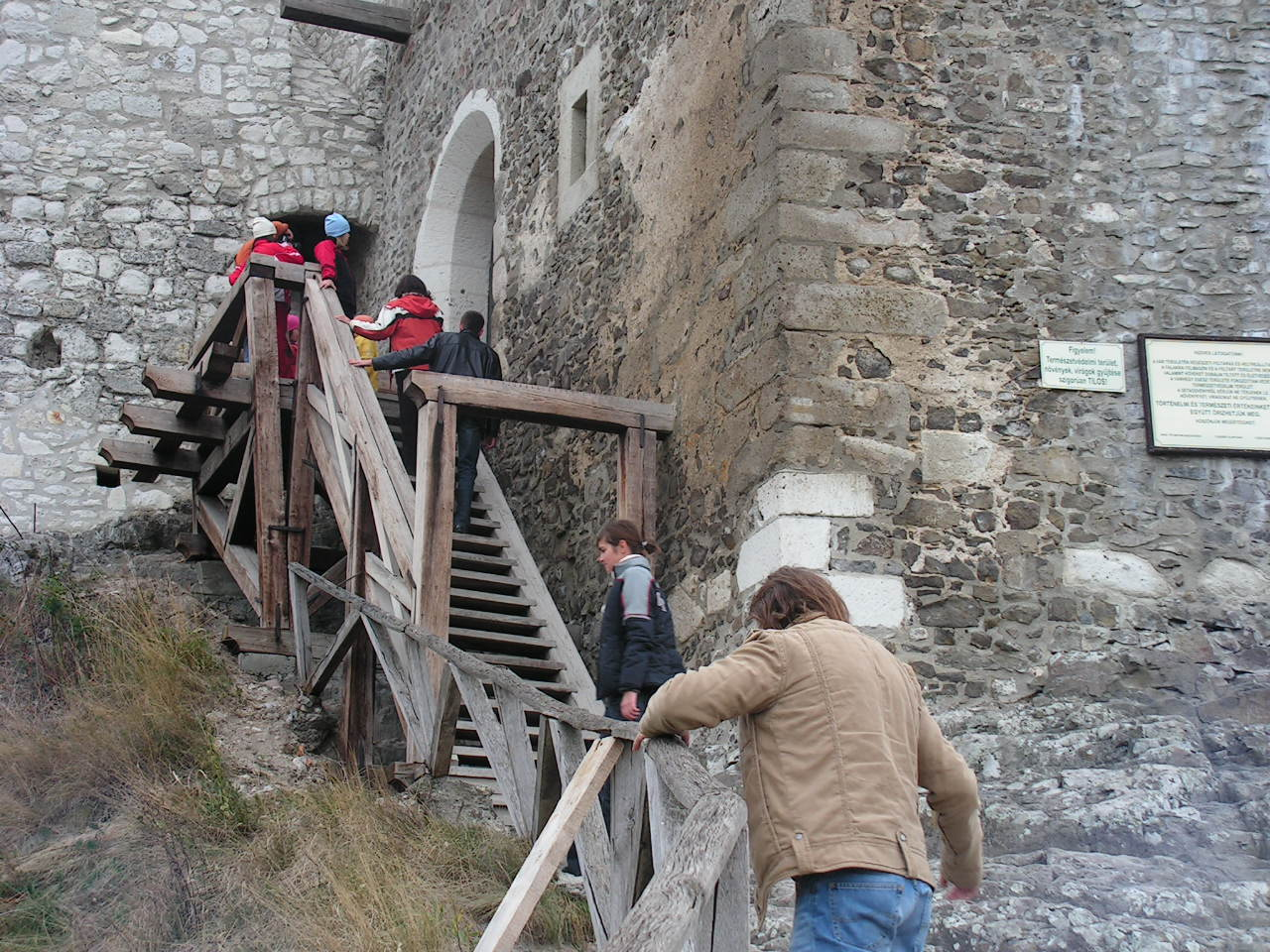
A felsővár bejárata
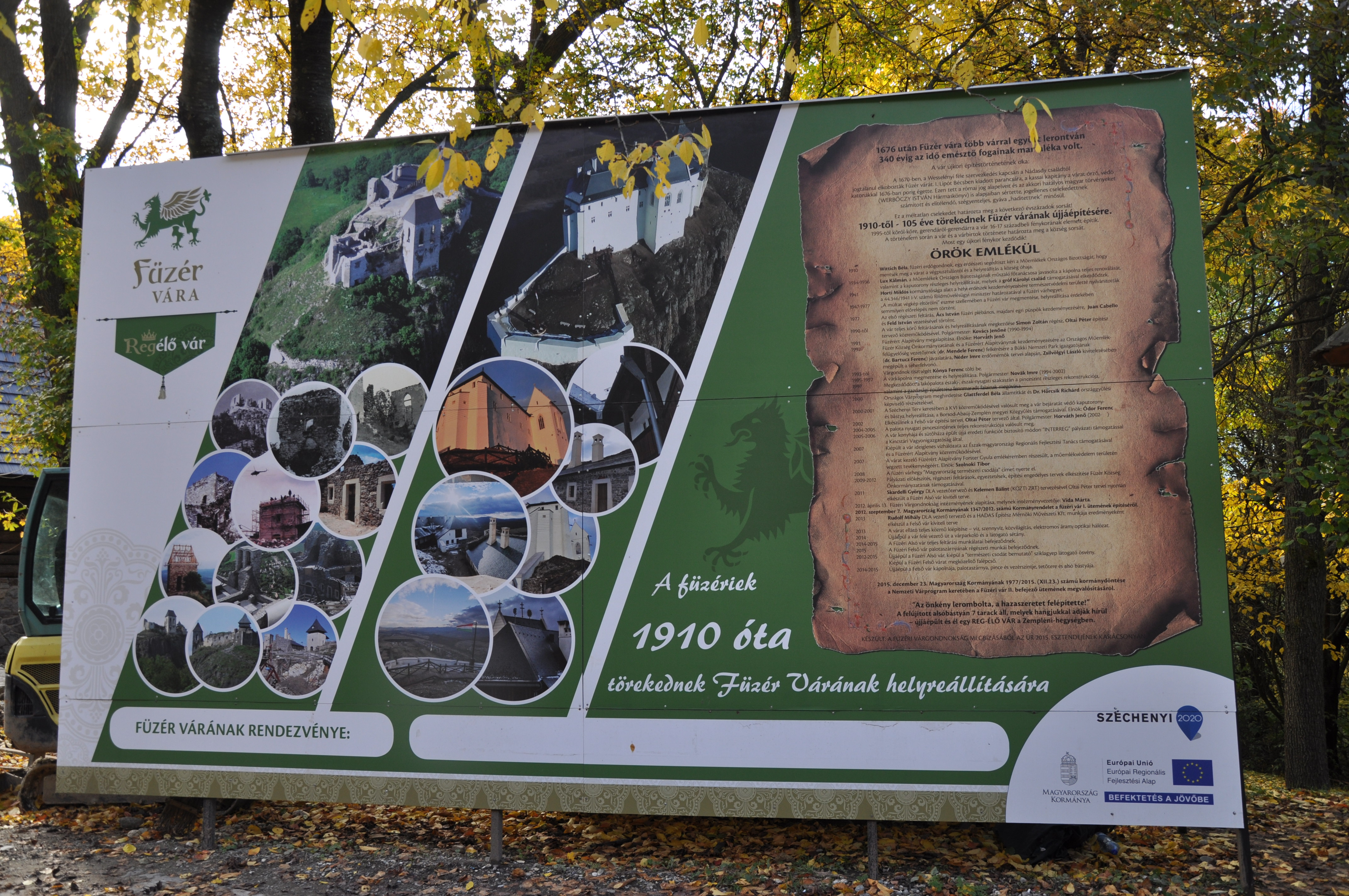
Az újjáépítés emléktáblája
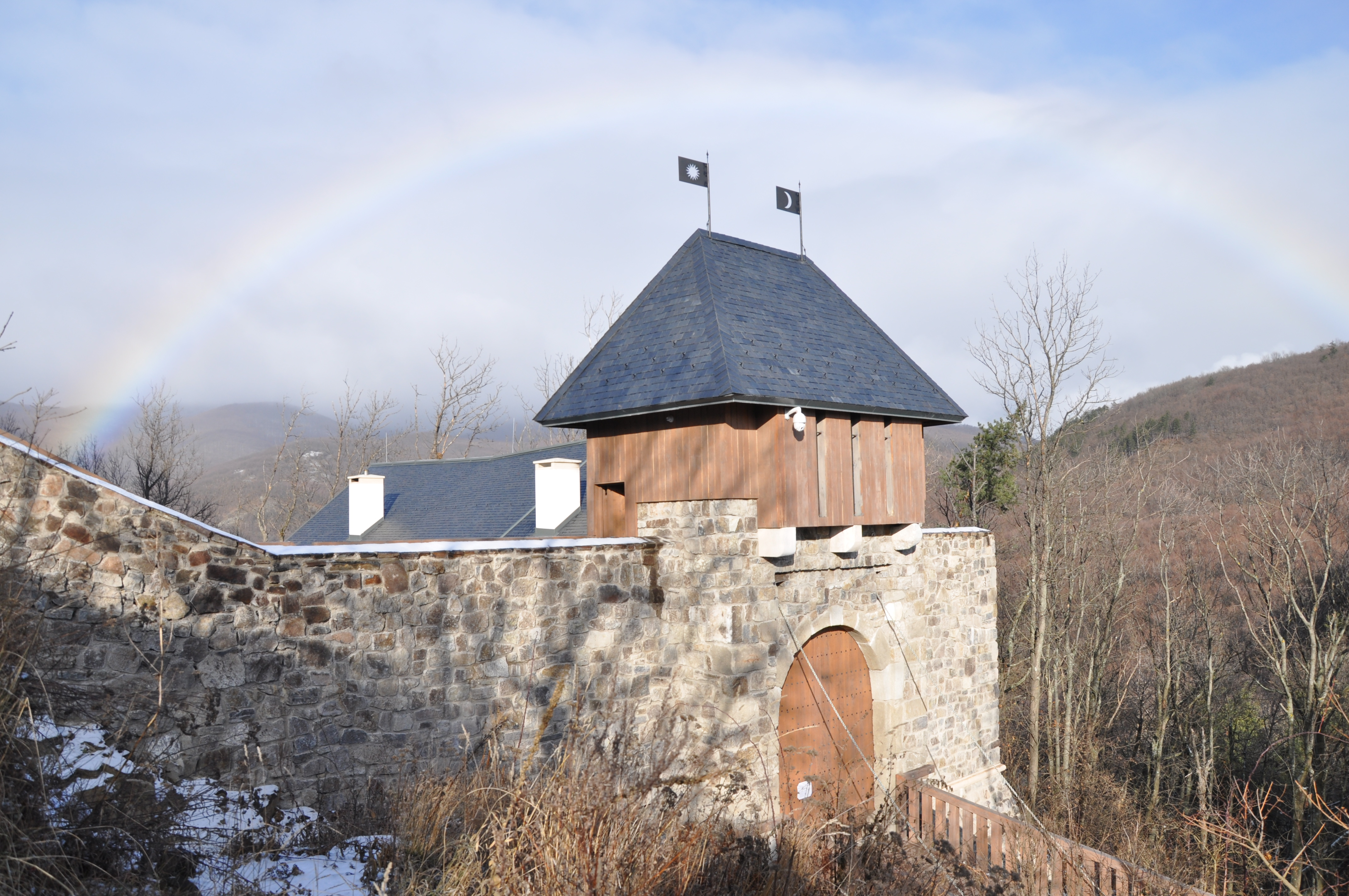
A megújult alsóvári kaputorony
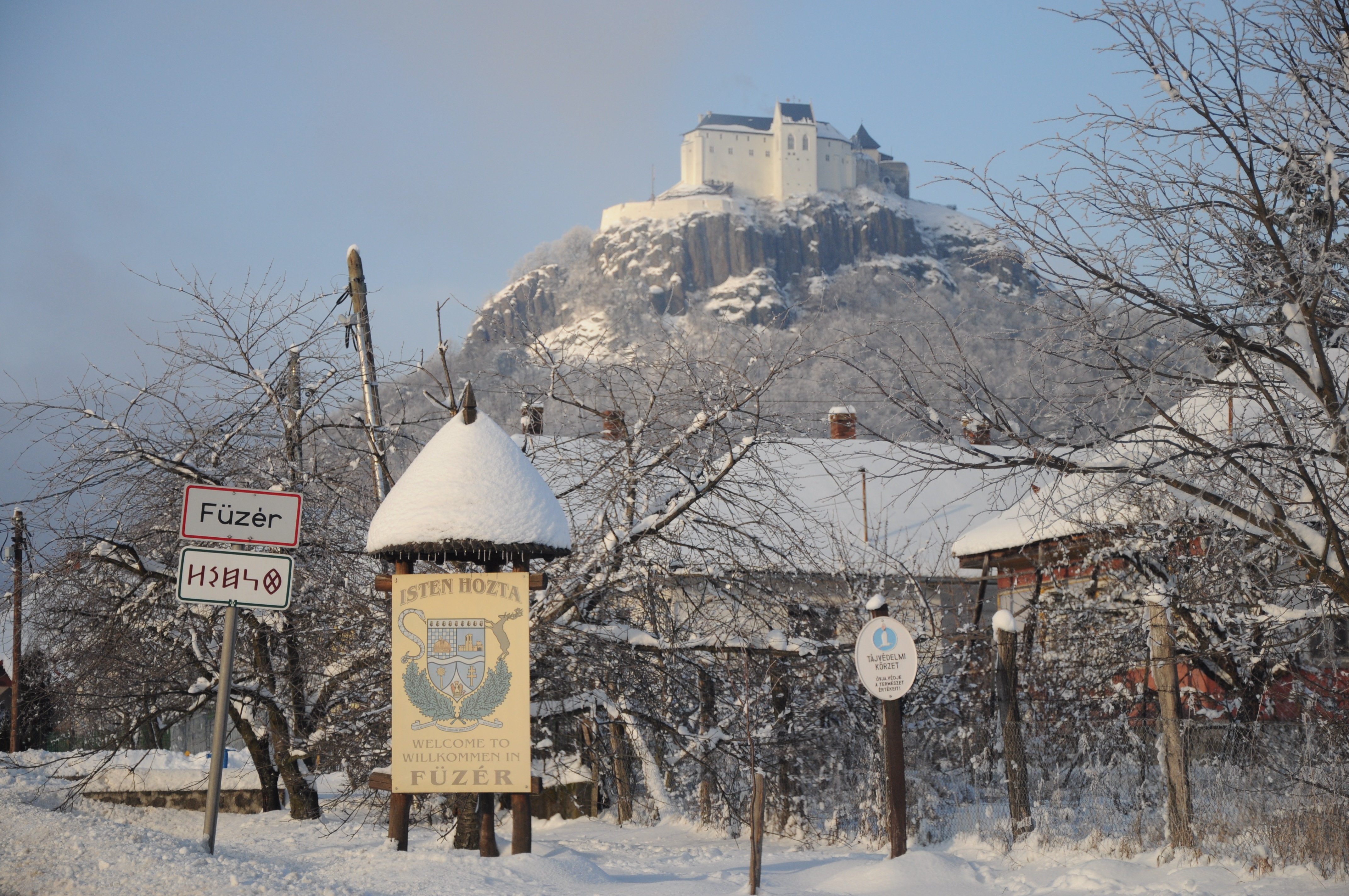
Téli látkép a falu felől
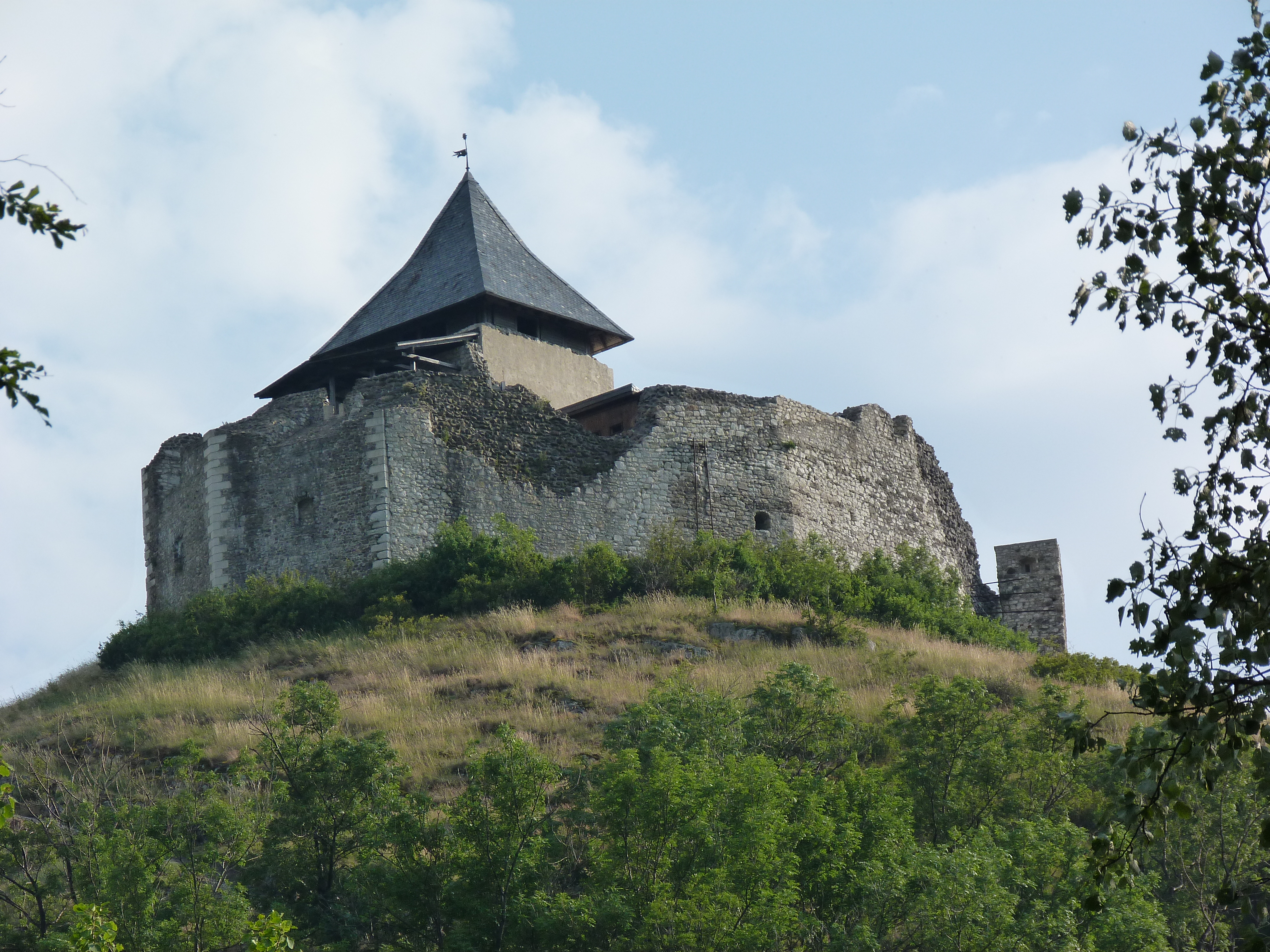
A vár 2014. június 19-én

### Régészeti kutatás, történelem
- Pettkó Béla: A nagy-károlyi gróf Károlyi család összes jószágainak birtoklási története, I. kötet. Hungaricana | library.hungaricana.hu  pp. 223-303, 1911. (Hozzáférés: 2017. január 30.)
- Feld István; Juan Cabello: a füzéri vár (PDF). MEK. Hemran Ottó Múzeum, 1980. (Hozzáférés: 2017. január 21.)
- Simon Zoltán (1994). „Füzér, Vár”. Tájak Korok Múzeumok Kiskönyvtára (475.).
- Simon, Zoltán. Borsod-Abaúj-Zemplén megye régészeti emlékei 1. – A Füzéri vár a 16-17. században. Miskolc: Herman Ottó Múzeum (2000). ISBN 963 9271 03 9. Hozzáférés ideje: 2017. február 7.
- Simon Zoltán: A füzéri vár az újabb kutatások tükrében. (Hozzáférés: 2017. január 26.)
- Simon, Zoltán. Füzér vára – Vártörténeti kismonográfiák 1.. Históriaantik Könyvesház (2006). ISBN 9630601109
- Kiss Gábor, Benkhard Borbála. Kő kövön … marad – Útikalauz látványos földtani, felszínalaktani és víztani objektumok megismeréséhez (2007)
- szerk.: Haas János: A múlt ösvényein – Szemelvények Magyarország földjének történetéből. Budapest: Magyarhoni Földtani Társulat. ISBN 9789638221421. Hozzáférés ideje: 2010.
- Képek, rajzok, tervek, vélemény a Füzéri várról Oltay Péter a 2009-es Füzéri Építészeti Konferencián elhangzott előadásának képei segítségével. Örökségvédelmi Hírmondó | koh7.hu, 2009. február 14. [2016. február 20-i dátummal az eredetiből archiválva]. (Hozzáférés: 2017. február 13.)

### Turizmus
- A Füzéri várhegy, Magyarország természeti csodája. www.fuzer.hu. (Hozzáférés: 2017. augusztus 21.)
- Hétvégi várkalauz: Füzér. múlt-kor történelmi portál, 2006. június 2. (Hozzáférés: 2017. január 21.)
- Füzér | Vártörténet. www.eszakivarak.eu. (Hozzáférés: 2017. január 21.)